# Derebey
Die vom türkischen Volksmund gegebene Bezeichnung Derebey (übersetzt: ‚Talherr‘, ‚Tallord‘, ‚Talfürst‘) meint lokale Herrscher in Anatolien, der Levante und auf dem Balkan, die sich zwischen dem frühen 12. und späten 19. Jahrhundert von der osmanischen Zentralregierung in Istanbul weitgehend unabhängig machten. Osmanische Historiker bezeichnen sie in der Regel als mütegallibe ‚Usurpatoren‘ oder hanedan ‚große Familien‘. Der daraus abgeleitete Begriff Derebeylik wird zumeist mit ‚Feudalismus‘ und Derebey mit ‚Feudalherr‘ gleichgesetzt, was aber für Anatolien nur bedingt zutreffend ist.

## Historische Hintergründe
Neben nomadischen Gruppierungen lebte im größten Teil Anatoliens bis zum 19. Jahrhundert ein Bauerntum in einer Lebens- und Wirtschaftsweise mit festen Dörfern und zusätzlichen Almen (Yaylas) in höheren Lagen, die man als „halbnomadisch“ oder als „Yaylabauerntum“ bezeichnet, wobei die bäuerliche Komponente dominierte. Die Masse der türkischen Landbevölkerung war zumeist in lokale oder regionale Herrschaft eingebunden, die sich in traditionellen dörflichen Autoritäten wie Sipahi, Ağa und Derebey dokumentierte. Die wesentlichste Funktion der Bauern im Rahmen des Staates war es, Steuern aufzubringen, was auch der staatlichen Kontrolle diente. Im Gegensatz zu Europa hat die osmanische Türkei dabei nie ein Feudalsystem im europäischen Sinne entwickelt. Nach islamischem Recht war alles Land in Kategorien wie privates Eigentum (Mülk), Land frommer Stiftungen (Vakıf), Staatsland (Miri), Ödland (Mevat) und öffentliche Flächen, Wege usw. (Matruki) eingeteilt. Alle agrarischen Nutzflächen galten dabei als Staatsland, über das der Sultan verfügen konnte, auf dem den Bauern aber gegen Zahlung des Zehnten (Öşür) ein erbliches Nutzungsrecht zustand. Allerdings stieg dieser „Zehnt“ im Laufe der Zeit – neben anderen Abgaben – auf deutlich höhere Hebesätze.
Da anfangs damals eine ausschließliche Besteuerung in Geld oder ein zentralistisches Einsammeln von Naturabgaben nicht durchführbar war, vergab der osmanische Staat im 14. Jahrhundert lehensartige Einkommens-Berechtigungen (Pfründe) gegen die Verpflichtung zum Militärdienst, wobei Siedlungen einem im Krieg bewährten berittenen Soldaten (Sipahi) zugewiesen wurden, der dort die staatlich festgesetzten Steuern für sich einziehen durfte. Mit dieser Pfründe (Tımar), die allerdings nicht erblich und auch nicht an eine judikative Funktion gebunden war, entlohnte der Staat seine Soldaten und z. T. auch seine Beamten. Ausrüstung und Pferd mussten die Sipahi selbst finanzieren. Die auf Kriegszügen erzielte Beute machte einen wesentlichen Teil ihres Einkommens aus. Wegen seiner militärischen Verpflichtungen lebte der Sipahi oft nicht vor Ort, konnte also seine Einkommensquellen kaum zu einer Grundherrschaft ausbauen. Dieses System ist somit mit dem feudalen Lehnswesen europäischer Staaten nicht vergleichbar, da auf dem Lande ein legitimer Landadel als höhergestellte Sozialschicht mit größerem erblichem Besitz und Vermögen fehlte.
Im Laufe des späten 16. und frühen 17. Jahrhunderts verloren die „Lehenstruppen“ der Sipahis allerdings an Bedeutung. Wirtschaftliche Krisen hatten dazu geführt, dass die Tımar-Einkünfte zurückgingen. Zudem waren die Hebesätze der Sipahis in den Provinzen des Reiches nicht einheitlich: Je weiter östlich diese lagen, umso weniger sorgfältig wurde damit verfahren. Zudem waren die Kosten für die Ausrüstung gestiegen. Viele Sipahis entzogen sich dem Heeresdienst aufgrund von zunehmender Korruption, Misswirtschaft und fehlender Kontrolle innerhalb der osmanischen Verwaltung. Vor allem im 17. Jahrhundert verkauften oder verpachteten Sipahis Teile ihrer Pfründe an Großgrundbesitzer – ohne Intervention der Hohen Pforte, der Zentralregierung in Istanbul. Manche vererbten ihr Tımar, und die Behörden versäumten, die militärischen Leistungen von den Erben einzufordern. So verfiel dieses System immer mehr, weil stehende Truppen wichtiger geworden waren. Diese mussten allerdings direkt von der Hohen Pforte entlohnt werden. Aufgrund wachsenden Finanzmangels wurden vakante Tımare nicht mehr neu vergeben, sondern zur Krondomäne geschlagen. Das Tımar-System wurde durch ein Steuerpacht-System (iltizam) ersetzt, woraufhin die Besteuerung zunehmend willkürliche Züge annahm. Unter Selim III. (1789–1807) gab es nur noch etwa 2000 Sipahi. Der Steuereinzug wurde zunehmend auf „Steuereintreiber“ (Mültezim oder Emin) übertragen, die den meisten Vorschuss gaben und die fällige Steuersumme einschließlich „sattem“ Verdienst aus dem betreffenden Bezirk „herauspressten“.
Dies führte bereits seit dem frühen 16. Jahrhundert zu den so genannten Celali-Aufständen: Ein Sipahi mit Namen Celal hatte 1518 gegen die Steuerpraktiken des Osmanischen Reiches eine Rebellion angezettelt, der sich etwa 20 000 Aufständische anschlossen. Es folgten weitere ähnlich Aufstände, die unter der gleichen Bezeichnung firmieren und an denen auch Truppen der regionalen Landesverteidigung beteiligt waren, ehe 1609 unter Kuyucu Murad Pascha mit militärischer Intervention wieder stabilere Verhältnisse hergestellt werden konnten. Nachdem die Expansions- und Eroberungskriege der osmanischen Sultane zum Stillstand gekommen waren, die wegen des technischen Fortschritts immer teurer wurden, und die europäischen Seemächte den Überlandhandel über die Seidenstraße schwächten, nahmen die Finanzierungsengpässe des Osmanischen Reiches enorme Formen an. Dadurch herrschten in der Folgezeit weiterhin lokal chaotische Verhältnisse, denn gleichzeitig hatte sich ein Teil der Janitscharen verselbständigt und Ländereien besetzt, während unbezahlte Truppen marodierten. Als man sich in Europa vom Lehnswesen verabschiedete, entwickelte sich etwas ähnliches im Osmanischen Reich: Es entstanden autonome Fürstentümer, Ağalıks und Derbeyliks.
Auf dem Hintergrund einer zunehmend schwächelnden Zentralgewalt begünstigte das Fehlen eines ländlichen Erbadels in den Dörfern das Aufkommen neuer lokaler Herrschaftsstrukturen: Ağas der türkischen Dörfer, Autoritäten mit Einfluss oder sozioökonomischer Bedeutung, deren Stellung nur auf Loyalität der Dorfbewohner beruhte – in einem System, das bis in die Gegenwart funktioniert. Der Ağa ist der reichste Bauer oder der Patriarch einer bedeutenden Großfamilie, ein sesshafter Sipahi oder der Nachkomme eines Stammeschefs. Er repräsentiert als Bürgermeisters (Kethüda, Muhtar) die Dorfgemeinschaft gegenüber staatlichen Autoritäten. Im 18. und 19. Jahrhundert wurden derartige Autoritäten unter dem Titel Ayan sogar staatlich legitimiert. Manchem bedeutenden Ağa gelang es, seinen Einfluss auszudehnen und mit einer mobilen, bewaffneten Gefolgschaft aufrechtzuerhalten. Um sich vor Repressionen ambitionierter Nachbarn oder staatlicher Gewalt zu schützen, verlegte er seinen Sitz in eine mehr oder weniger restaurierte Burg. So avancierte der Dorfağa zum Derebey, zum „Talfürsten“, den früher oder später die Hohe Pforte als de-facto-Machthaber anerkannte und mit einem Beamtentitel versah, um ihn formal in das staatliche Verwaltungssystem zu integrieren.

## Die Derebeys – offizielle Funktion
Obwohl die Derebeys formell als Vertreter der offiziellen staatlichen Gouverneure Titel wie Muhassil ‚Steuereintreiber‘ und Mütesellim ‚Steuerveerwalter‘ (osmanischer Gouverneurstitel) führten, herrschten sie praktisch wie lokale Fürsten über autonome und erbliche „Fürstentümer“, waren in ihrem angestammten Gebiet praktisch unabhängig und wurden auch vom Staat kaum behelligt, solange sie Abgaben an den Provinzgouverneur bzw. an die Hohe Pforte abführten. Aus den erhobenen Steuern und aus eigenen Mitteln finanzierten sie in Kriegszeiten eigene Kontingente in der osmanischen Armee. Im Vergleich zu der exzessiven Ausbeutung durch häufig wechselnde Steuereintreiber des Staates war dieses System für die Bauern sogar eher vorteilhaft, denn im Gegensatz zu den Muhassil und Mütesellim standen die Derebeys nicht unter dem Druck, während kurzer Amtszeit möglichst viel Vermögen anzusammeln, sondern waren eher an einer „schonenden“ Behandlung ihrer Untertanen, an deren Wohlergehen, an öffentlicher Sicherheit und Entwicklung des Handels interessiert, denn ihr Ziel war dauerhafte Herrschaft in ihrem Territorium. Dank ihrer lokalen Verwurzelung konnten sie auf Loyalität der lokalen Bevölkerung zählen und konstruktivere Maßnahmen leichter durchsetzen. Die Hohe Pforte in Istanbul sah sich dadurch verpflichtet, ihnen entsprechend Anerkennung zu gewähren und sie weitgehend zu tolerieren. Staatliche Sicherheitsinteressen im Kontext mit nachbarstaatlichen Konflikten (z. B. mit Persien, Russland) trugen darüber hinaus dazu bei, dass sich derartige Derebey-Regime auf den größten Teil Anatoliens ausdehnen konnten, so dass zu Beginn des 19. Jahrhunderts in der Großprovinz Anadolu nur noch die Eyâlets von Karaman (Konya) und Rum (Sivas) unter direkter Verwaltung durch staatliche Gouverneure standen.
Während der Regierungszeit von Selim III. (1789–1807) erreichten die Derebeys den Gipfel ihrer Macht und spielten sogar eine wichtige Rolle in den Angelegenheiten des Hofes in der Hauptstadt. Einige von ihnen, insbesondere die Familien-Dynastien der Karaosmanoğlu (sie kontrollierten als Derebeys im 18. und zu Beginn des 19. Jahrhunderts große Teile Westanatoliens) und Çapanoğlu (Yozgat), unterstützten die Reformen von Selīm III. (Nizâm-ı Cedîd ‚Neue Ordnung‘ 1789–1807, endete mit der Absetzung von Selim III. durch einen Janitscharenputsch), während ihre Rivalen, die Canikli (Canik bei Samsun), sich gegen die Reformen aussprachen. Die Derebeys nutzten die „Neue Ordnung“ in ihrem Hoheitsgebiet für ihre eigenen Zwecke und zu ihrem eigenen Vorteil, indem sie Regierungsgelder zur Stärkung ihrer eigenen Streitkräfte verwendeten. Zudem widersetzten sich die Janitscharen seit langem allen Ansätzen, die Armee zu reformieren. Die führenden Derebeys spielten in den innenpolitischen Auseinandersetzungen zur Festigung ihrer Macht zwischen konservativen und reformfreudigen politischen Vertretern eine wichtige Rolle. Im Zusammenhang mit der Einberufung einer großen kaiserlichen Versammlung in Istanbul, zu der neben Würdenträgern verschiedener Art aus dem ganzen Reich auch die großen Derebeys aus Anatolien persönlich mit großen Streitkräften bewaffneter Gefolgsleute in Istanbul erschienen, wurden in einem Alianzpakt (Sened-i ittifak, 1808) deren Rechte, Privilegien und Autonomien erstmals offiziell definiert und ratifiziert. Nach dem gewaltsamen Tod des Reformers Selim III. (1807 abgesetzt, 1808 ermordet) und seines Nachfolgers Mustafa IV. (1808 hingerichtet) unter Druck der aufständischen Janitscharen benötigte Sultan Mahmud II. (1808–1839) Jahrzehnte, um seine Macht gegenüber den Janitscharentruppen (1826 zerschlagen) zu behaupten. Aber erst seinen Söhnen und Nachfolgern Abdülmecid I. (1839–1861) und Abdülaziz (1861–1876) gelang es, die Macht der Derebeys zu brechen.

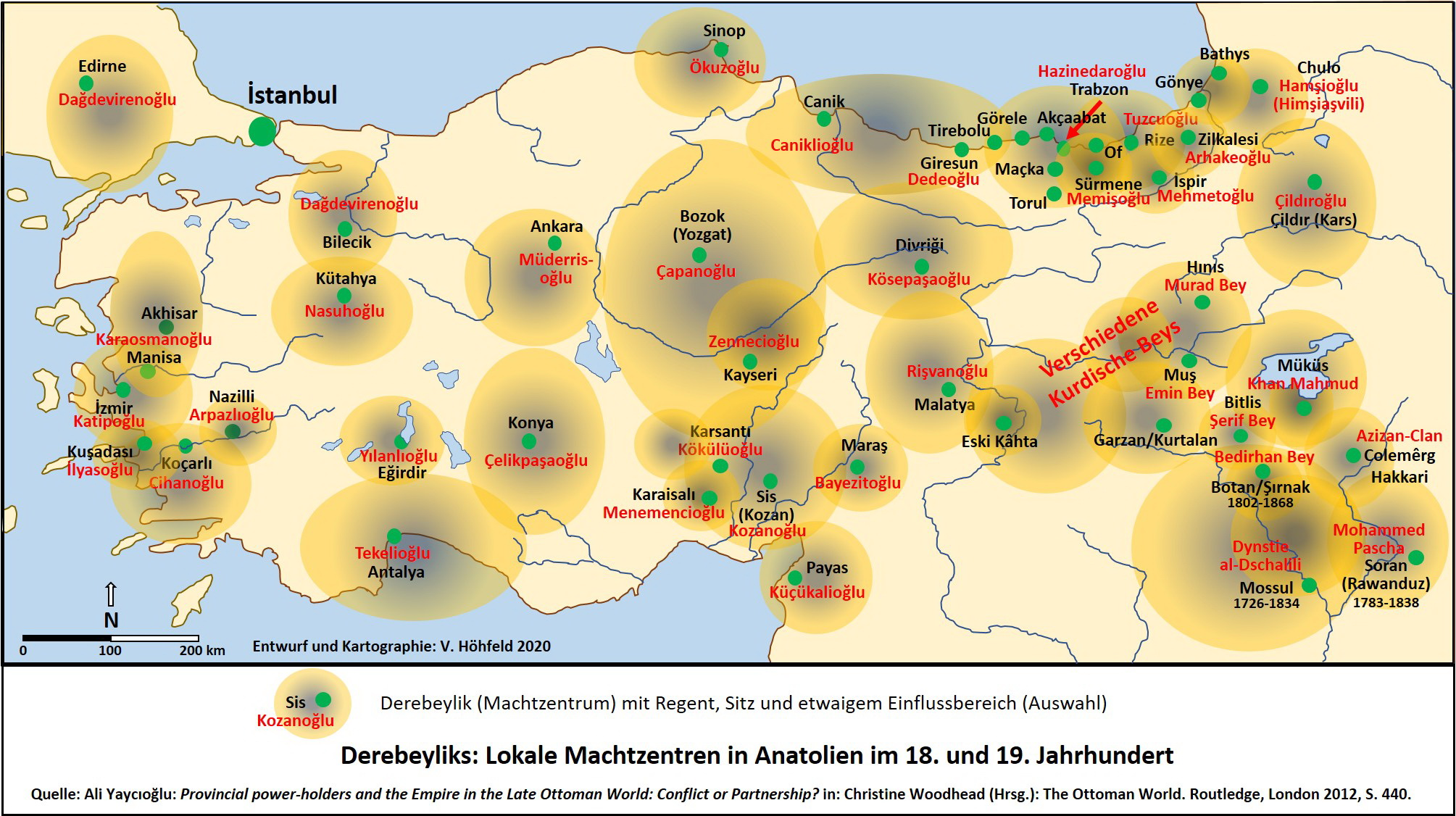
Die Karte zeigt Sitz, Regenten und etwaigen Einflussbereich bedeutender lokaler Machtzentren (Derebeyliks) innerhalb des anatolischen Bereichs des osmanischen Staates im 18. und 19. Jahrhundert. Die Darstellung erhebt keinen Anspruch auf Vollständigkeit.

## Zur regionalen Unterscheidung der anatolischen Derebeyliks
Ali Yaycıoğlu listet 2012 in einer Karte die Derebeyliks für das 18. und 19. Jahrhundert in Anatolien, auf dem Balkan und in der Levante auf, trifft dabei für Anatolien aber lediglich die bedeutendsten dieser Lokalfürstentümer und deren familiären Clans; für Ostanatolien/Kurdistan bleibt er vage:
Im Westen:
- Bilecik: Kalyoncuoğlu
- Izmir: Katipoğlu
- Kütahya: Nasuhoğlu
- Aydın: Cihanoğlu

In Inneranatolien:
- Ankara: Müderrisoğlu
- Konya: Çelikpaşaoğlu
- Kayseri: Zennecioğlu
- Sivas/Divriği: Kösepaşaoğlu
- Bozok/Yozgat: Çapanoğlu
- Malatya: Rişvanoğlu

In Nordanatolien:
- Sinop: Öküzoğlu
- Canik: Caniklioğlu
- Trabzon: Hazinedaroğlu
- Rize: Tuzcuoğlu
- Giresun: Dedeoğlu
- Kars: Çıldıroğlu

In Südanatolien:
- Burdur/Isparta/Eğirdir: Yılanlıoğlu
- Teke/Antalya: Tekelioğlu
- Maraş: Bayezitoğlu
- Iskenderun/Payas: Küçükalioğlu
- Sis/Kozan: Kozanoğlu

Bezieht man die weniger bedeutenden „Talfürsten“ mit ein, dürfte für den Kernraum des Osmanischen Reiches im 19. Jahrhundert ihre Zahl erheblich höher gewesen sein. Entwicklung und Strukturen der anatolischen Derebeyliks waren zwar generell vergleichbar, zeigten aber doch regional auffällige Unterschiede. Vor allem die Derebeyliks in den pontischen Bereichen Nordostanatoliens und in den kurdisch besiedelten Gebieten Ost- und Südostanatoliens bildeten für die Zentralregierung in Istanbul besondere Herausforderungen.
Nach dem Ende des Krieges mit Russland 1812 wandte sich die Hohe Pforte der Aufgabe zu, die Autorität der Zentralregierung in den Provinzen wieder zu festigen. Durch eine Reihe von politischen, militärischen und polizeilichen Aktionen überwand man rebellische Paschas und autonome Derebeys und ersetzte sie durch ernannte Beamte aus Istanbul. In Anatolien, Rumelien und Arabien entfernte Mahmut II. die „Feudalherren“ Pasbanoğlu (Bosnien), Tuzcuoğlu (Rize), Nasuhoğlu (Kütahya), Bıyıkoğlu, Dağdevirenoğlu (Edirne), Hasanpaşaoğlu (Adana), Kalyoncuoğlu (Bilecik), Tekelioğlu (Antalya), İbrahim Ağa (Amasra) und Kâtiboğlu (Isparta), indem er Haroğlu (Elazığ), Tepedelenli Ali Pascha (Albanien), Revandizli Kör Ahmed Pascha (bei Erbil) und İshak Pascha entsprechend ausbildete. Er vernichtete die Banditenlager am Akçadağ und am Djebel Sincar, verzieh aber dem Gouverneur von Bagdad, Davud Pascha, und Mustafa Pascha (von Shkodra, Albanien) ihr Fehlverhalten. Die militärischen Operationen zur Zerstörung dieser Dynastien wurden bis 1866 fortgesetzt.

## Bekannte Derebeys in West-Anatolien und im inneranatolischen Hochland
Die bekanntesten Derebey-Familien und -Clans West- und Inneranatoliens sind die folgenden:

### Karaosmanoğulları
Die Familie Karaosmanoğlu aus Aydın (Sitz in Manisa und Akhisar) und Bergama regierte im 18. und frühen 19. Jahrhundert die Sandschaks von Saruhan (Manisa) und Aydın. Ihr Einfluss erstreckte sich vom Büyük Menderes bis zur Küste des Marmarameers. Bis zum Ende des 18. Jahrhunderts wurde die Region von Aydın Güzelhisar im Tal des Büyük Menderes von den Cihanoğulları dominiert, einer feudalen Familie aus Koçarlı (etwa 20 km von Aydın entfernt). Als die Zentralregierung des Osmanischen Reichs schwächer wurde und regionale Fürstentümer (Derebeyliks) in den Vordergrund traten, geriet das Gebiet unter den Einfluss der Familie Karaosmanoğulları.
Die erste wichtige Persönlichkeit und der Gründer der „Dynastie“ war der Ayan (Ortsnotabel) Kara Osman Ağa, der die Ernte derjenigen Sipahis beschlagnahmen ließ, die nicht im Namen des Staates am Feldzug und an der Schlacht 1691 bei Slankamen während des Großen Türkenkrieges teilnahmen. 1743 bat der Staat Mustafa Ağa, Osman Ağas Sohn, um Hilfe, um Banditen loszuwerden. Während des Russisch-Osmanischen Krieges 1777–1792 kämpfte Mehmet Karaosmanoğlu mit eigenen Truppen für die osmanische Armee. Mit jedem Dienst, den die Karaosmanoğulları für den Staat erbrachten, wurden sie von der Hohen Pforte mit neuen Titeln, Zuwendungen und lebenslangen Landzuweisungen belohnt, so dass sich der Einflussbereich der Familie in Westanatolien deutlich erweiterte. Manche der Familienmitglieder avancierten dadurch zu alleinigen Gouverneuren und staatlichen Steuerbeamten ihrer Region. Sie waren dadurch oftmals sowohl Gouverneur von Manisa als auch Aydıns Steuereintreiber (Hacı Mehmet Ağa) oder Gouverneur in Manisa (Saruhan) und gleichzeitig Finanzbeamter in Aydın (Hacı Mehmet Ağa, 1796), oder gar Agent für Getreidegroßkäufe im Hafen von Smyrna (İzmir) sowie Kommandant von İzmir (Hacı Hüseyin Ağa, bis 1803). Diese Situation rechtfertigte die Ansprüche der Familie auf das Land, das sie besaßen, und auch auf die daraus gewonnenen Produkte.
Im Gegensatz zu anderen bekannten Derebey-Clans nutzten die Karaosmanoğulları Titel und Vermögen nicht als Druckmittel gegen die lokale Bevölkerung. Sie forderten allerdings hohe Steuern von Bauern, die Staatsland als sogenannte „Steuerfarmen“ (Mukataa) betrieben (vorübergehende Pachtung staatlicher Grundstücke, deren Einnahmen direkt in die Staatskasse flossen). Die Familie Karaosmanoğulları, die ursprünglich nur Steuerfarmen in Bereich von Aydın betrieben hatte, übernahm ab der zweiten Hälfte des 18. Jahrhunderts auch alle Steuerfarmen in Manisa. Aufgrund damals mangelnder Staatsautorität breitete sich ihr Einfluss außerhalb des Sandschaks Manisa aus, und sie „kassierten“ außer der von den Cihanoğulları dominierten Verwaltung von Aydın auch die von Bergama, Turgutlu und Menemen. Der Einfluss der Karaosmanoğulları blieb nicht auf den Saruhan-Sandschak (Manisa) beschränkt, er dehnte sich nach İzmir und sogar auf das Sandschak Isparta aus. Damit hatten sich die Karaosmanoğulları zu einer der einflussreichsten Familien in Anatolien entwickelt. Sie verloren jedoch den größten Teil ihrer Macht unter den staatlichen Zentralisierungsmaßnahmen während der Regierungszeit von Mahmud II. Nach dem Tod von Karaosmanoglu Hacı Hüseyin Aga 1816 wurde der Einfluss der Karaosmanoğulları auf dem Hintergrund administrativer Änderungen durch Mahmud II. deutlich reduziert. 1817 wurden die Sandschaks von Aydın und Saruhan zusammengelegt, ihre Verwaltung in die Hände staatlich eingesetzter Gouverneure gelegt und von diesen und ihren Beratern regiert.

### Nasuhoğulları

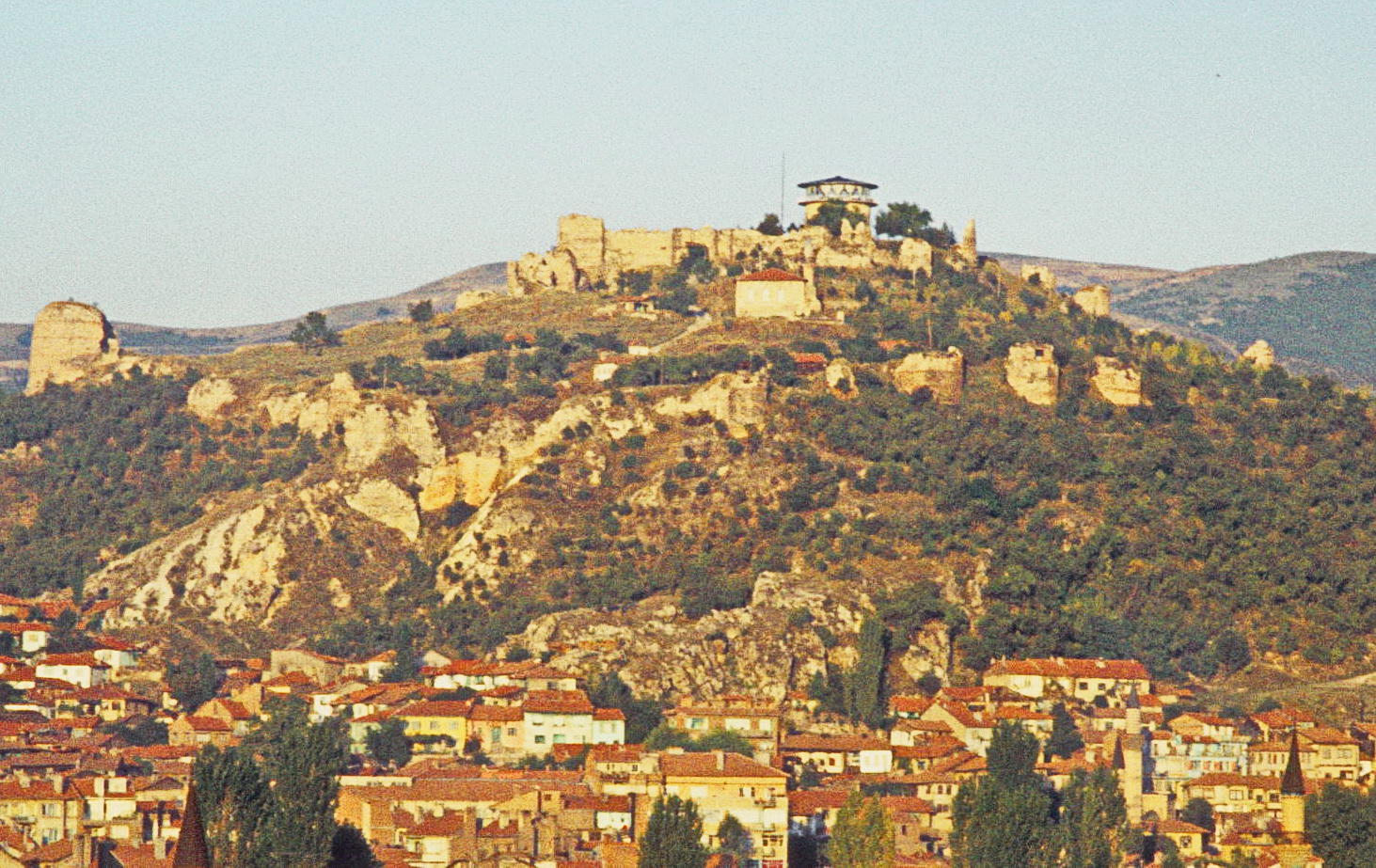
In der mehrfach umgebauten und erweiterten byzantinischen Burganlage von Kütahya residierten im 18./19. Jahrhundert die Nasuhoğulları-Beys weitgehend unabhängig von der „Hohen Pforte“ in İstanbul.

Ende des 18. und Anfang des 19. Jahrhunderts gab es für das in Kütahya herrschende alte Fürstengeschlecht der Germiyaniden-Beys (Germiyanoğulları, alter Beylik-Adel seit dem 14. Jahrhundert) zwei Herausforderungen: die Zentralisierungs- und Stabilisierungsbemühungen des Staates und die Konkurrenz einer anderen Familie, der Nasuhoğulları, lokalen Notablen aus Emet (heute Eğrigöz). Die Kontrolle und Verwaltung der Region lag offenbar damals bei einer schwachen Regionalmacht der Germiyanoğulları. In den 1780er Jahren residierten ihre Konkurrenten, die Nasuhoğulları, in der Region Gediz bei Kütahya. Ihr Einflussbereich erstreckte sich über Emet hinaus auf Distrikte wie Simav, Gediz und Dağardı (rezent ein Amtsbezirk/Bucak im Kreis Simav). 1782 wird Nasuhoğlu Ali als Derebey beschrieben und mit seinen Männern beschuldigt, im Gebiet von Eğrigöz (Emet), Gediz und Uşak Eigentum gestohlen, geplündert und Menschen getötet zu haben. Um sich als Ayan der Region zu behaupten, forderte Nasuhoğlu Ali den Gouverneur von Kütahya auf, ihn vor Gericht zu bringen, um sich den Klägern zu stellen. Die erhobenen Beschwerden blieben ergebnislos. Nasuhoğlu Ali wurde nicht bestraft, aber als er 1795 starb, ordnete der Staat die Beschlagnahme seines Eigentums an, da Nasuhoğlu Ali in Eğrigöz (Emet) und Umgebung großen Reichtum angehäuft hatte: Ländereien, Gebäude, Haushaltsinventar und reichlich Vieh sowie (gestohlenes) Getreide in vielen Lagerhäusern in verschiedenen Dörfern, das er in den großen städtischen Gebieten zu Geld machen wollte.
Ausschlaggebend für die Recherche seines Besitzes war eine Petition seiner Erben: Er hatte eine große Familie, darunter siebzehn Kinder, die ohne den Reichtum ihres Vaters verarmen würden. Der Staat stimmte zu, Nasuhoğlus gesamten Reichtum seinen Erben zu überlassen, dem Staat aber als Gegenleistung 30.000 Kuruş – in Raten – zu zahlen. Obwohl die Familie dem Staat damit mehr als den tatsächlichen Wert des gesamten Inventars lieferte, konnten die Nasuhoğulları dadurch ihr ausgedehntes Netzwerk wirtschaftlicher, sozialer und politischer Beziehungen zusammenhalten und ihren Machtanspruch aufrechterhalten: Nasuh Ağa, einer der Söhne von Nasuhoğlu Ali, wurde 1797 Gouverneur von Kütahya und wurde angewiesen, gegen rebellische langjährige Rivalen der Nasuhoğulları in der Region Uşak vorzugehen – erfolgreich.
Nasuh Ağas Amtszeit dauerte nur ein Jahr, brachte aber den Aufstieg der Nasuh-Familie in Konkurrenz zu den Germiyanoğulları, was bisweilen auch zu einer gegenseitigen Zusammenarbeit führte: Der Posten des Provinz-Gouverneurs wechselte immer wieder zwischen beiden. 1799 wurde Nasuh Ağa erneut zum Gouverneur ernannt, aber unmittelbar nach Amtsantritt häuften sich Beschwerden in der Hauptstadt über seine unterdrückenden Praktiken u. a. aus Kepsut, wo Nasuh Ağa mit nicht weniger als dreißig Banditen die Einwohner gezwungen hatte, mehr Steuern zu zahlen, als sie schuldeten, sowie sich deren Tiere und anderes Eigentum angeeignet hatte. Die Hohe Pforte ignorierte die Beschwerden. Nasuh Ağa behielt seine Position, und zudem wurden Schuldeneinforderungen an Nasuh Ağa unter dem gerade amtierenden Germiyanoğulları-Gouverneur verschleppt, der daraufhin zeitweise ins Exil nach Sinop verbannt wurde. Immer noch wechselte das Gouverneurs-Amt zwischen den Germiyanoğulları und den Nasuhoğulları. 1802 wurde Nasuh Ağa allerdings endgültig aus dem Gouverneursamt entlassen, weil er mit der Zentralbehörde und den Bewohnern von Kütahya nicht zurechtkam.
Der Amtsverlust schmälerte allerdings nicht den Einfluss der Nasuhoğulları in der Region. Nasuh Ali Ağa war als lokaler Ayan hauptsächlich auf dem Land tätig gewesen. Auf dieser Grundlage hatten wohl auch seine Nachkommen eigenen Reichtum und persönliche Macht hauptsächlich auf dem Land aufgebaut, und ihren angesammelten Reichtum benutzt, um Geld zu verleihen. 1815 schickten die Bewohner des Bezirks Tavşanlı eine Beschwerde an die Zentralbehörde, dass Nasuhoğlu Hacı İbrahim in den letzten zehn Jahren exorbitante Zinsen für Kredite erhoben hatte und dass viele von ihnen deshalb hoch verschuldet waren. Die Zentralbehörde forderte ihn daraufhin auf, die Differenz zu den mehr als üblichen 10 % erhobenen Steuern an die Schuldner zurückzugeben, was offenbar nicht geschah. Der Staat entschloss sich daraufhin, den Einfluss der Nasuhoğulları zu brechen. Nasuh Ağas Versuche, seine Macht aufrechtzuerhalten, dauerte bis 1818, als er hingerichtet wurde. Er hatte sein Ende wohl schon längere Zeit kommen sehen: Noch vor Nasuh Ağas Hinrichtung war seine unmittelbare Familie (drei Frauen und ihre Kinder) bereits umgesiedelt. Viele Mitglieder der Familie waren aus der Region geflohen, um das gleiche Schicksal wie das von Nasuhoğlu zu vermeiden. Ihr Vermögen wurde zusammen mit Nasuhs Vermögen beschlagnahmt. Einträge im Gerichtsregister vom 1819 zeigen, dass einige Familienmitglieder ihr beschlagnahmtes Eigentum allerdings zurückerhalten hatten – von 187.949 Kuruş immerhin 101.340 Kuruş. Das Schicksal der konkurrierenden Germiyanoğulları war übrigens nicht anders als das der Nasuhoğulları: Gouverneur Germiyanoğlu el-Hac Ali war 1802 entlassen worden und wurde kurz danach hingerichtet.

### Çapanoğulları
Çapanoğlu Suleyman war der erste Derebey, der vom Staat aufgrund des Erlasses zur Abschaffung der Lokalfürsten durch Mahmud II. von 1812 ausgeschaltet wurde. Die Çapanoğulları aus Bozok, eine Ayan-Familie turkmenischer Herkunft, regierte im 18. und 19. Jahrhundert in Zentralanatolien die Sandschaḳs von Bozok (Yozgat, siehe Bozok Yaylası), Kayseri, Amasya, Ankara und Niğde und kontrollierte auf dem Höhepunkt ihrer Macht auch Tarsus. Das erste bekannte Familienmitglied war Aḥmed Pascha, der Gouverneur von Bozok, der 1764 auf Befehl der Pforte abgesetzt wurde. Ihm folgte sein Sohn Mustafa, der 1781 von seinem Leibwächter ermordet wurde. Ihm wiederum folgte sein Bruder Süleyman Bey, der mächtigste der Çapanoğulları, der während der Regierungszeit von Selim III., Mustafa IV. und Mahmud II. eine wichtige Rolle spielte. Nach seinem Tod 1814 fiel sein Land an die Hohe Pforte zurück. Nachkommen der Familie hatten unter den Sultanen hohe Ämter als Gouverneure und Generäle inne. Einer von ihnen, Çapanzade Ağa Efendi (1832–1885), spielte eine Pionierrolle bei der Entwicklung des türkischen Journalismus. Die erste private Zeitung im Osmanischen Reich (Tercüman-i Ahval) wurde 1860 von Agah Efendi und Ibrahim Şinasi gegründet. Ein anderer leitete eine antinationalistische Bande während des türkischen Befreiungskrieges.

### Müderriszade, Nakkaşzade und Muslupaşazade in Ankara
Auch in Ankara gab es während des Osmanischen Reiches große und alteingesessene Familien, von denen einige parallel zu ihrem Reichtum von Zeit zu Zeit darum kämpften, als einflussreiche und angesehene lokale „Adelige“ (Ayans) zu fungieren. Die Clans der Müderriszade, Nakkaşzade und Muslupaşazade, allesamt langjährige Familien in Ankara, unternahmen im 18. und frühen 19. Jahrhundert solche Bemühungen, fungierten zu verschiedenen Zeiten als besondere Persönlichkeiten und nahmen dabei auch öffentliche bzw. staatliche Verwaltungsaufgaben, wie Richter, Gouverneure, Imame und dergleichen, wahr. Ihr Wirken und ihre Stellung innerhalb der Gesellschaft beleuchtet eindrucksvoll Mustafa Kaya in einem Artikel über Ankaras „Notable“ als lokale Administratoren im 18. Jahrhundert und skizziert dabei – im Gegensatz zu anderen Derebey-Clans – ein weitgehend positives Bild dieser lokalen Adelsfamilien. Allerdings kam es auch dabei im 18. Jahrhundert zu Kämpfen zwischen Familien, die jeweils versuchten, die Aufgabe des Gouverneurs zu übernehmen. So gab es z. B. deswegen Auseinandersetzungen in Ankara zwischen Nakkaşzades und Müderriszades.

### İlyasoğulları
Unter den kleineren Dynastien kann der Clan der İlyasoğulları von Kuşadası (Scala Nuova bei Ephesus) bzw. Milas erwähnt werden, der ab etwa Mitte des 18. Jahrhunderts den Sandschaḳ von Menteşe (Muğla) bis nach Bodrum regierte.

## Derebeys im Bereich des südlichen Taurus
Ein staatlicher Stabilisierungsprozess gegen die Derebeys in den Gebirgsbereichen des südlichen Taurus und den vorgelagerten Küstenregionen erfolgte seit Mitte des 19. Jahrhunderts vor dem Hintergrund durchgreifender innenpolitischer Reformen (Tanzimat). Damals herrschten dort verschiedene „Lokalfürsten“:

### Tekelioğulları

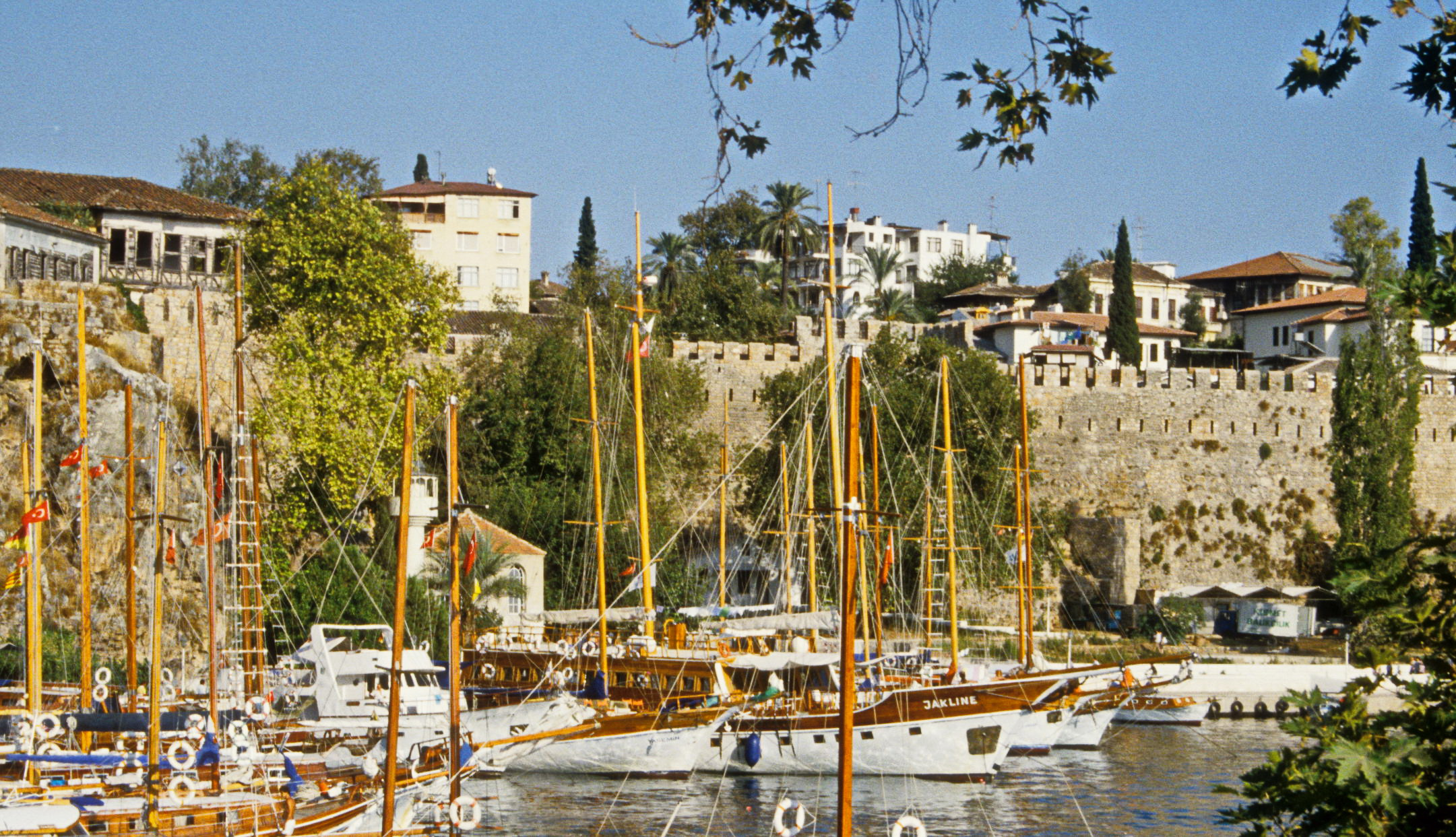
Hinter den Burgmauern über dem Jachthafen der Stadt Antalya residierte im 18. Und 19. Jahrhundert die Familie der Hacıosmanoğulları, von der verschiedene Mitglieder als rebellische Vertreter der Tekelioğulları-Derebeys bekannt und berüchtigt waren.

Der Werdegang der Tekelioğulları von Antalya ist ein typisches Beispiel für Aufstieg und Niedergang eines Derebeyliks. Während im südlichen Taurusbereich die Derebeyliks der Menemencioğullar von Karaisalı, der Kökülüoğulları von Karsantı (heute Aladağ) und der Kozanoğulları von Kozan im kilikischen Taurus aus ihrem nomadischen Umfeld heraus wuchsen, gingen die Tekelioğulları-Derebeys mit Hacı Osman Ağa, ihrem ersten Vertreter, aus dem städtischen Bürgertum Antalyas hervor, obwohl auch sie letztendlich nomadische Wurzeln aufwiesen – sie waren als Seitenlinie der Hamidoğulları wohl bereits im Zusammenhang mit der Zuwanderung des großen Stammes der Teke während der seldschukischen Zeit Ende des 13. Jahrhunderts nach Antalya gekommen und herrschten ab 1321 in Antalya. Die Familie zählt damit im Gegensatz zu den erst spät angesiedelten Yörüken zu den „Yerli Türk“ (alteingesessenen Türken).
Weil Mitglieder der Familie des Hacı Osman (auch Hacıosmanoğulları) die Regierung des Sandschaks Teke (Antalya) lange Zeit immer wieder innehatten, wurde diesem Clan nach den osmanischen Archivunterlagen der Titel einer Dynastie verliehen. Die Familie wird dabei als Hacı Osman-Dynastie (Hacı Osman Hanedanı) bezeichnet, abgeleitet von Hacı Oasmn Ağa, ihrem ersten Vertreter. Hacı Osman hatte seine ersten Erfahrungen als Beamter während seines Kethüdayeri-Dienstes (städtischer Schutz- und Ordnungsbeamter über sechs Divisionen Kapıkulu-Sipahi-Truppen = Hofheer des Sultans) in Antalya gesammelt, danach in den 1770er Jahren dort die Position eines Ayans (Provinz-Elite, prominente lokale Persönlichkeiten oder Dynasten, die vom 16. bis zum frühen 19. Jahrhundert unterschiedliche administrative Kontrolle über Landstriche im Osmanischen Reich hatten) und später den Posten des Mütesellim (Gouverneur) erhalten. Damit waren alle Voraussetzungen für den Aufbau einer „dynastischen“ Familie im Sandschak Teke gegeben – zunächst unter der Bezeichnung „Hacı Osman Hanedanı“ (Haci Osman Dynastie), später unter dem Namen Tekelioğulları. Aus ihren jeweiligen Positionen war es ihnen möglich, im Sandschak Teke eine Vormachtstellung zu erreichen, indem sie konkurrierende lokale Ayans ausschalteten. Nach dem Mord an seinem Vater Hacı Osman Ağa trat nach 1773 Ebubekir (Abu Bakr, Firari Deli Bekir oder Deli Bekir ‚der verrückte Bekir‘) aus dieser Familie als Herrscher im Sandschak Teke auf. Er erregte allerdings die Aufmerksamkeit der Zentralregierung wegen fiskalischer Unregelmäßigkeiten (Steuerschulden) und fragwürdiger Verhaltensweisen – von der Ermordung eines Mannes bis zur gewaltsamen Beschlagnahme von Eigentum. Bereits fast unmittelbar nach Amtsantritt kam der Befehl zu seiner Gefangennahme und Hinrichtung. Da er auch das Versprechen, seine Schulden gegenüber dem Staat zu bezahlen, nicht erfüllen wollte, flüchtete Ebubekir als Fahnenflüchtiger aus seinem Gouverneursamt. Er konnte sich allerdings später über eine „Abmachung“ mit dem Staat arrangieren und erreichte den Rang eines Mir-i Miranlık (Beylerbeyilik oder Paşalık) und wurde erneut Gouverneur von Teke einschließlich des Sandschaks Hamid (Isparta).
1779 wurde erneut ein Befehl gegen ihn erlassen, weil er sich allen Aktivitäten widersetzte, die der Staat gegen ihn unternahm. Nach den Quellen entkam er eines Nachts und wurde erneut zum Firari ‚Deserteur‘, Shaki ‚Bandit‘ und Rebell. Das gesamte Vermögen Deli Bekirs wurde konfisziert, die Schulden gegenüber dem Staat ermittelt, um den entsprechenden Betrag nach Istanbul zu schicken. Da er aber an seinen Bruder Hacı Mehmet Ağa, seinen Berater in finanziellen Angelegenheiten, sein gesamtes Vermögen übertragen hatte, wurde befohlen, dessen Vermögen einzuziehen. Dabei wurde allerdings offenbar, dass auch Hacı Mehmet Ağa kein Geld besaß, weil er alles an seinen Schwiegervater und andere überschrieben hatte. Warum Deli Bekir dennoch 1780 nach Antalya zurückkehrte und seine Position wiedererlangte, bleibt ungeklärt. Sein Name erscheint allerdings bis 1788 weder in den Aufzeichnungen über Antalya noch in denen über das Sandschak Teke. Man weiß jedoch aus Aufzeichnungen von 1790, dass der Staat sich erneut mit seiner Beseitigung befasste, weil er sein Amt als Beylerbey von Teke und Hamid für seine eigenen Zwecke missbrauchte: Da für einen Feldzug 1792 von der Hohen Pforte wieder einmal Soldaten aus Teke gefordert wurden, ließ er, um eigene Kosten zu sparen, seine persönliche Armee an dem betreffenden Feldzug teilnehmen, schickte aber anstatt der angeforderten 1000 Soldaten nur 400. Während der Staat Ebubekir Pascha aufforderte, die Forderungen zu erfüllen oder drohte, ihn zu liquidieren, starb er Anfang Dezember 1793.
Nach dem Tode Deli Bekirs wurde sein Bruder Hacı Mehmet Ağa Gouverneur. Er regierte auf eigenen Wunsch und hatte in der Hacıosman-Dynastie die meisten Verwaltungspositionen im Sandschak Teke inne. Bis er 1812 im Alter von neunzig Jahren eines natürlichen Todes starb, war er neunzehn Jahre lang Gouverneur, wobei er seinen Wohlstand um ein Vielfaches gesteigert hatte. Deshalb forderte man nach seinem Tod eine Auflistung der Schulden bzw. des Besitzes, das die Mitglieder der Hacı-Osman-Dynastie seit vielen Jahren zu Unrecht angehäuft hatten. Da Ibrahim seinem Vater Hacı Mehmet Ağa als Gouverneur folgen wollte, forderte man die Steuerschulden der Familie von ihm. Daraufhin begann 1812 erneut ein Aufstand gegen den Staat, der 19 Monate dauern sollte. Am 14. Juni 1814 wurde die Burg von Antalya von Hüsrev Pascha (1769–1855) erobert, İbrahim Tekelioğlu am selben Tag gefangen genommen, später hingerichtet und sein abgetrennter Kopf nach Istanbul geschickt. Die Familie wurde nach Ende der Rebellion nach Thessaloniki verbannt, und der Staat beschlagnahmte alle Vermögenswerte seiner Söhne.

### Yılanlıoğulları

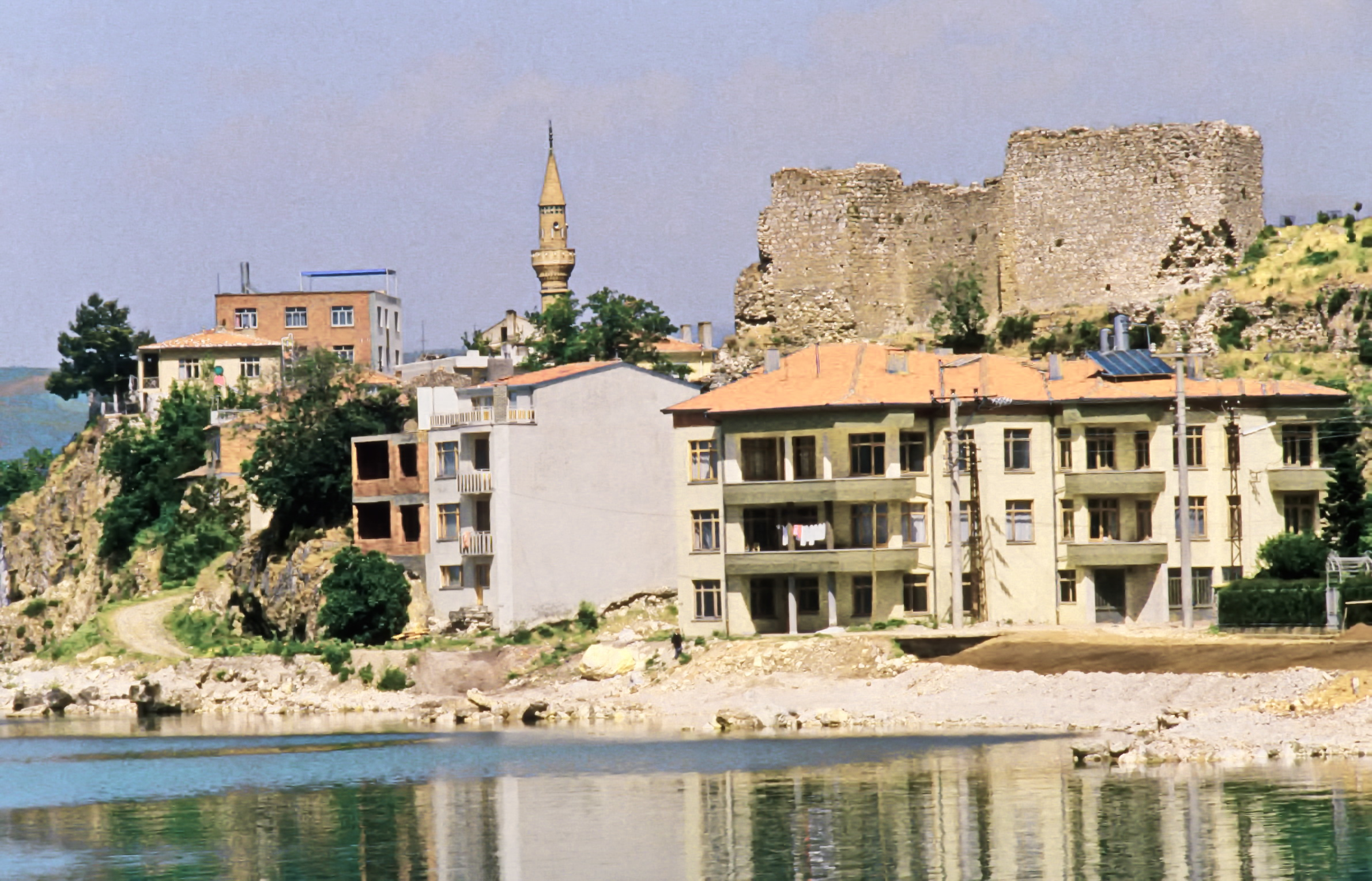
Reste der Burg von Eğirdir, von der aus die Yılanlıoğulları im 18. Und 19. Jahrhundert Teile der Taurus-Regionen von Isparta, Burdur und Eğirdir bis hinunter nach Antalya beherrschten.

Die Yılanlıoğulları (Sitz in Eğirdir/Burdur/Isparta) beherrschten Teile der Taurus-Regionen von Isparta, Burdur und Eğirdir bis hinunter nach Antalya. Die Familie Yılanlı aus dem Dorf Yılanlı bei Eğirdir prägte dabei von der zweiten Hälfte des 18. Jahrhunderts bis zur zweiten Hälfte des 19. Jahrhunderts über Einfluss und Banditentum hauptsächlich die Region Hamid, also Isparta und Umgebung. Über Hasan Ağa, der als Gründer des Yılanlıoğulları-Clans gilt, gibt es wenig Informationen, aber umso mehr über seinen Sohn Musa, der die Familie landesweit bekannt machte. Yılanlı Musa wurde zu Beginn der zweiten Hälfte des 18. Jahrhunderts erstmals als hoher Beamter der Woiwodschaft (Steuerbezirk) Eğirdir genannt und erlangte in kurzer Zeit wirtschaftliche Vorteile sowie lokale Machtelemente, die einem Gouverneursrang (Mutesarrif) entsprachen. Er wurde aber in der Region letztendlich wegen seiner Feindseligkeit gegenüber den regionalen Stämmen auffällig: Natürlich nutzten damals nicht nur die Lokalherren (Ayan), sondern auch die Stämme der Nomaden, die in der Region ihre Sommerweiden hatten, das Autoritätsvakuum des osmanischen Staates in den Provinzen aus. So belästigten sie die sesshafte Bevölkerung und zögerten nicht, mit lokalen Ayans in Konflikt zu geraten, von Kämpfen über Mord bis hin zu Überfällen auf Dörfer, Beschlagnahme von Vieh und Zwangsernährung ihrer eigenen Tiere. Bei dem Versuch, diese Konflikte mit den Nomadenstämmen zu lösen, wurde Yılanlı Musa beim Staat als Rebell angeprangert, weil er auf diese Gesetzlosigkeiten selbst mit Banditentum reagierte.
Im Konflikt mit den Stämmen setzte er sich zwar gewaltsam durch, wurde deswegen aber vom Staat zum Rebellen erklärt, so dass die Çelikpaşa-Dynastie (vermutlich Çelik Mehmed Pascha), die im 18. Jahrhundert u. a. den Gouverneur von Diyarbakır, Van, Trabzon, Adana, Damaskus und Konya stellte und seit langem auch die staatliche Verwaltung in den Regionen Teke (Antalya), Burdur und Hamid (Isparta) innehatte, zwecks Verhaftung Soldaten zu ihm schickte. Allerdings hatte Yılanlı Musa zuvor verwandtschaftliche Beziehungen mit dieser Çelikpaşa-Familie hergestellt, indem er seinen Sohn Mehmet mit der Tochter von Çelik Mehmet Pascha verheiratete. So konnte er entkommen. Nach seiner Flucht aus Eğirdir wurde er aufgrund einer Exil-Entscheidung der Hohen Pforte nach Kütahya verbannt. Während seines Exils setzte er allerdings mit Hilfe seiner großen Familie seinen Widerstand in der Hamid-Region fort. In Kütahya erhielt er letztendlich zwar Amnestie, wurde aber gleichzeitig nach Konya abgeschoben und dort zum Gouverneur ernannt. Nach längerer Zeit dort verließ er Konya unter dem Vorwand, als Gouverneur Soldaten aus den Regionen Hamid und Teke zu rekrutieren, und gelangte so zurück in die Heimat.
Nach dem Tod Yılanlı Musas wurde sein Vermögen – gegen Zahlung eines kleinen Betrages an den Staat – seinen Erben überlassen, so dass seine Söhne ihren Einfluss in der Region fortsetzen konnten. Diesmal startete Musas Sohn Mehmet als Gouverneur von Hamid zusammen mit seinen Brüdern in der Region eine umfassende Banditenbewegung und versuchte, durch Unterschlagung reich zu werden. Mehmet wurde gefasst und hingerichtet. Ein anderer Sohn des Yılanlı Musa, Ahmet, erhob gewaltsam die staatlichen Steuern in Karaağaç (Şarkı Karaağaç am Beyşehirsee) und unterschlug sie. Trotz vieler Beschwerden wurde er vom Gouverneur von Karaman für nicht schuldig befunden, gab aber die Banditentradition nicht auf. Daraufhin wurde er vom Gouverneur von Karaman in Karaağaç gefasst und mit dem Tode bestraft. Seine Brüder Kör Hasan ‚Blinder Hasan‘ und Deli İsmail ‚Verrückter İsmail‘, die zusammen mit Ahmet agiert hatten, hatten den Fluchtweg gewählt. Seine Brüder Mustafa, Halil, Ataullah und Şeyh Ali, die von dem gegen sie erlassenen Todesurteil erfahren hatten, flohen ebenfalls aus der Region. Diesmal war der Staat entschlossener, die Yılanlıoğulları zu eliminieren. Letztendlich wurde Mustafa in Çorlu gefangen genommen und hingerichtet. Während alle Vermögenswerte der Yılanlıoğulları beschlagnahmt werden sollten, wurden diese allerdings auf Initiative von Şeyh Ali – für einen kleinen Betrag an den Staat – an die Erben zurückgegeben.
Şeyh Ali war der jüngste Sohn von Yılanlı Musa Ağa. Unter den Yılanlıoğulları war er es, der diese Krise überlebte. Seine zwei Brüder, Kör Hasan und Deli İsmail, wurden 1783 in der Nähe von Manavgat getötet. Nach der Eliminierung seiner Brüder kehrte er nach Eğirdir zurück und setzte Einfluss und Methoden der Yılanlıoğulları in der Region fort. Nach seiner Entlassung vom Gouverneursposten wurde auch gegen ihn ein Todesurteil verhängt, weil er ebenfalls rebellierte. Er bat um Vergebung und kehrte nach Eğirdir zurück. Yılanlı Şeyh Ali widmete sich anschließend dem Aufbau einer Wohltätigkeitsorganisation innerhalb jener Konfliktkultur, die seit seinem Vater und seinen Brüdern in Rebellion und Unterschlagung bestanden hatte. Vermutlich war er der Einzige unter den Yılanlıoğulları, der auf diesem Gebiet tätig war. Er gründete eine Stiftung zur Regelung sozialer Bedürfnisse in der Region, insbesondere in Eğirdir, stiftete auf eigene Kosten Einrichtungen vom Trinkwasserbrunnen bis zur Mühle, von der Moschee bis zur Medresse und zur Bibliothek. Als er 1833 starb, brach der Einfluss der Yılanlıoğulları in der Region zusammen. Seit Yılanlı Musa hatten fast alle von ihnen, einschließlich Şeyh Ali, die Rolle des Rebellen gespielt und als Banditen fungiert, so dass Todesurteile viele Male gegen sie erlassen wurden. Unterdrückung, Grausamkeit, Unterschlagung, Raub, Desertion waren ihre gemeinsamen Punkte, Betrug ihr üblicher Weg. Die meisten ihrer Vermögenswerte waren illegal und bestanden aus unfair beschlagnahmtem Eigentum. Sie sammelten und veruntreuten Steuern mit gefälschten Dokumenten. Yılanlıoğlu Şeyh Ali Ağa starb mit 66 Jahren und wurde auf dem Friedhof von Yazla, einem Ortsteil von Eğirdir, beigesetzt.

### Küçükalioğulları

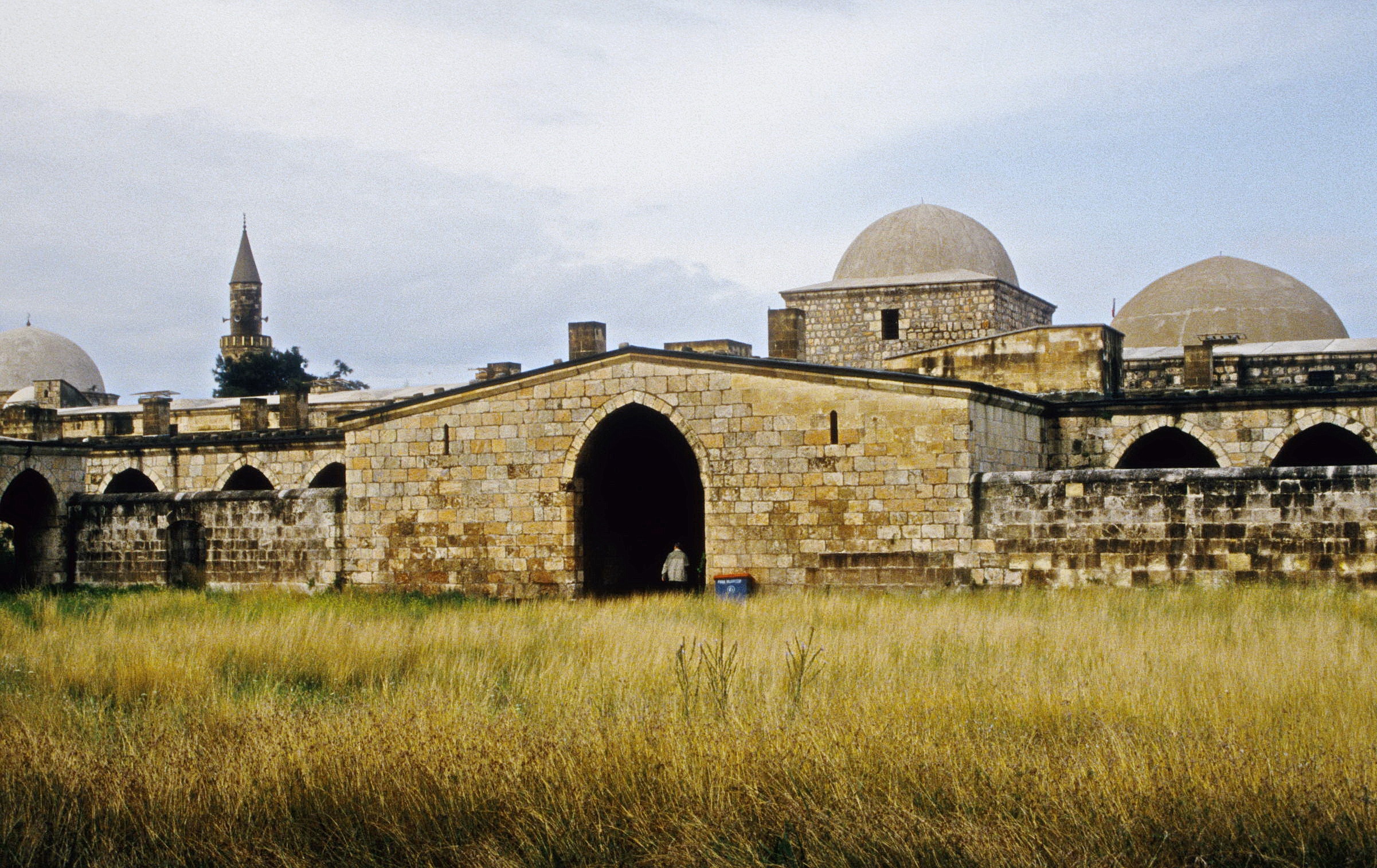
Zwischen 1760 und 1865 herrschten die räuberischen Derebeys der KüçükalioğullarI in Payas bei İskenderun in einem Festungskomplex mit Moschee, Bädern, Karawanserei und Ladenstraße.

In Payas (bei İskenderun) und zeitweise in Adana herrschten im 18. und 19. Jahrhundert die Küçükalioğulları. Ihre Geschichte beleuchtet in markanter Weise die damaligen Verhältnisse in den östlichen Partien der Çukurova, in der Amik-Ebene und im Amanus-Gebirge (Nur Dağı). Die ersten Informationen über Küçük Ali stammen von 1760, als er zusammen mit Üveysoğlu İbrâhim in einen Mord verwickelt war. Sein Name wird danach aufgrund illegaler Handlungen, die er zusammen mit Çobanoğlu Abdullah in Payas unternommen hat, häufig erwähnt. 1763 ignorierten er die Ernennung von Sandschakbey Musa Üveysoğulları zum Direktor der Sokullu-Stiftung in Payas und brachte weiterhin Grundstücke der Stiftung an sich. Als er wegen Diebstahls von Ladungen einer Seidenkarawane beschuldigt wurde, floh er auf den Kurt Dağı (westlich von Kilis, heute in Syrien). Nachdem er 1767 seinen Widersacher Üveysoğlu besiegt hatte, zog sich Küçükalioğlu aus der politischen Szene zurück. An seine Stelle trat 1778 Halil Bey, der in den Quellen Küçükalioğlu Halil Bey (Halil, Sohn des Küçükali) genannt wird, obwohl es nicht sicher ist, ob Küçük Ali sein Vater war. Küçükalioğlu Halil und seine Anhänger erpressten Tributzahlungen von Kaufleuten aus Damaskus und Aleppo. Damals wurden auch Karawanen französischer Kaufleute ausgeraubt. Die Kaufleute stiegen mit ihren Handelsschiffen daraufhin vom Süveydiye (Samandağı) auf den Hafen von Karataş (Ayas) bei Adana um.
Als der Gouverneur von Aleppo, Mustafa Pascha, 1786 zusammen mit Helfern aus Azaz, Kilis, Reyhanlı, Üzeyir (Payas) und Adana in dieser Angelegenheit zu Halil Bey geschickt wurde, flüchtete Halil Bey zunächst zu Çobanoğlu Haci Bey in die Amanus-Berge und kehrte später ungestraft nach Kilis zurück. Auch Keki Abdi Pascha, den man 1786 aussandte, um Küçükalioğlu Halil Bey zu bestrafen, war diesbezüglich erfolglos. Im Gegenteil verlangte Halil Bey nach der Sprengung der Ceyhan-Brücke bei Misis (Yakapınar, antik: Mopsuestia), dass man ihm die Provinz Adana mit dem Rang eines Mirimiran (Beylerbeyi, Provinzgouverneur) überlassen solle. Der Staat hielt das Sandschak Payas jedoch für ausreichend für ihn, aber aus Angst vor einer Rebellion erhielt Halil Bey deshalb 1788 als Gouverneur das Fürstentum Üzeyir (Payas) und das Khanat Karamut (Kepirler, Gebiet zwischen Birecik und Karkamış, heute zur Provinz Gaziantep), so dass Küçükalioğlu die Region zwischen Çukurova und Euphrat vollständig dominierte. Auch Hazinedar Ali Pascha, den man 1789 schickte, um Küçükalioğlu zu eliminieren, scheiterte. Nach einer Belagerung mit etwa 10.000 Soldaten über 60 Tage flüchtete Halil Pascha nach Karbeyaz in den Nur-Dağları (Amanus-Gebirge) südlich von Antakya. Da sich der osmanische Staat damals mit dem Angriff Frankreichs auf Ägypten befasste, war er an dieser Angelegenheit nicht weiter interessiert. Halil Pascha wurde vergeben und er regierte erneut über Payas.
Er griff daraufhin Maraş (Kahramanmaraş) mit Kriegern der Stämme Cerid, Karalar und Tacirli an und ließ zahlreiche Menschen dort verhaften. Halil Pascha zahlte keine Steuern an den Staat und beraubte Pilgergruppen ebenso wie Handelskarawanen und beklagte sich, dass die Pilger- und Handelskarawanen deshalb nur noch den Seeweg benutzten. Im Oktober 1804 in fortgeschrittenem Alter wurde er krank, und im November berichtete man über den Tod des Paschas. Als Halil Pascha starb, schuldete er dem Staat 40.000 Kurus (damals etwa 400 £). Als diese Steuerschuld von seinem Sohn, Mehmed Dede Bey, gefordert wurde, begann dieser 1806, höhere Abgaben von den Pilgern zu erheben. Er folgte weiterhin dem Weg seines Vaters. Der Gouverneur von Aleppo, Celaleddin Pascha, ließ mitteilen, dass der Ort Karbeyaz (bei Payas) am zwölften Tag der Belagerung eingenommen, elf Menschen gefangen genommen und hingerichtet wurden. In dem von Dede Bey durchgeführten Banditentum waren sein Bruder Mustafa Bey, der Sohn seines Onkels Ali Bey, sowie Fettahoğlu Ağca Bey und sein Bruder Ahmed Bey seine Helfershelfer. Dede Bey selbst war damals in die Region Bulanik (Bahçe) geflohen und wurde dort von Üzeyir Bey İbrâhim Pascha (1816) gefangen genommen und zum Tode verurteilt. Fettahoğlu Ağca Bey und sein Bruder Ahmed Bey wurden in der Burg Savranlı (Savranda Kalesi) in der Nähe von Düziçi umstellt, 1817 wurden die Köpfe von Dede Bey und Fettahoğulları nach Istanbul geschickt und dort im Palast ausgestellt. Weitere Gefangene, die meisten davon Kinder und Frauen, wurden nach Rhodos geschickt. Dede Beys drei jüngste Söhne befand man für eine Hinrichtung als zu jung.
Dede Beys Bruder Mustafa Bey und sein Sohn Mustafa Bey, die nach ihrer Vergebung 1827 zurück nach Payas kamen, versammelten erneut Kämpfer vom Gavur Dağı und begannen wiederum ein Banditenleben, werden wegen der Namensgleichheit allerdings in den Archiven oft miteinander verwechselt. Während des folgenden Konflikts (1828) wurden mehr als 200 ihrer Kämpfer getötet, 26 von ihnen wurden zusätzlich enthauptet und ihre Köpfe nach Istanbul geschickt. Mustafa Bey selbst (Vater oder Sohn?) war nach Sulumağara (Altınüzüm) bei İslahiye geflohen und suchte dort Schutz bei Çolakoğlu. Sechs Monate später kam er nach Payas und begann erneut mit der Rekrutierung von Soldaten. Als er deswegen zum Gouverneur von Adana bestellt wurde, ersuchte er um Vergebung. Nurullah Pascha begrüßte diese Bitte. In einer Sondersitzung des Rates in Adana unterzeichnete Mustafa Bey von Üzeyir zusammen mit den Stammeshäuptlingen der Karalar-, Cerid- und Tacirli-Stämme ein Bündnis. Danach allerdings hörte das Banditenum der Küçükalioğulları keineswegs auf. Als nach 1845 ein Bezirksgouverneur in Payas mit dem Namen Musdık Bey regierte, offenbar der jüngste Sohn von Halil Bey, verlangte Kabuli Pascha 1860, dass Mustafa Bey aus der Region entfernt wurde. Er nahm Mustafa Bey gefangen und schickte ihn mit seiner Familie nach Istanbul. Mustafa Beys ältester Sohn, Dede Bey (Enkel von Dede Bey) und Alibekiroğlu zogen sich in die Gavur-Berge zurück. 1865 belagerten dort die Truppen der Fırka-i Islahiye die Geflohenen im Dorf Küllü. Dede Bey kapitulierte, und beide wurden über Tarsus auf dem Seeweg nach Istanbul gebracht und anschließend nach Niš verbannt. Nach dem Osmanisch-Russischen Krieg von 1877–1878 konnte Dede Bey nach Antakya zurückkehren. Sein Sohn Hakkı Özer kam 1920 ins Dorf Özerli bei Dörtyol (nördlich von Iskenderun) und leistete Dienste bei der Verteidigung von Hatay (Antalya) gegen die Franzosen.

### Menemençioğulları, Kökülüoğulları, Kozanoğulları
Im 18. und 19. Jahrhundert war die Çukurova unsicher und im Besitz von Stammesfürsten und Nomadenhäuptlingen, die sie bis zum letzten Drittel des 19. Jahrhunderts in unabhängige Territorien und in periodische Weidegebiete und Durchzugsland für ihre Herden verwandelten. Der saisonale Aktionsradius der Nomaden, die in der Çukurova überwinterten, reichte von den Grenzen der Provinzen Niğde und Kayseri bis Elbistan und Maraş und von dort nach Antakya. Verschiedene Stämme übten hier die Macht aus. Sie beachteten die Erlasse der Hohen Pforte nicht. So wurden weite Teile des kilikischen Taurus und der kilikischen Küstenebenen der Çukurova, z. B. die Gebiete von Karaisalı, Karsantı (Aladağ) und Kozan sowie das Amanos-Gebirge, von mächtigen Nomadenführern der Menemençioğulları von Karaisalı aus, der Kökülüoğulları von Karsantı aus und der Kozanoğulları von Kozan aus sowie von Kücük Alioğlu von Payas aus regiert und beherrscht. Die staatliche „Regulierung“ dort erfolgte dort erst mit Hilfe einer modern ausgerüsteten Armee durch „Befriedungsaktionen“ der Firka-i-Islahiye 1864–1866 unter Abdül Aziz.
Die Menemenci Oğulları hatten ihr Herrschaftsgebiet im Kaza (Gerichtsbezirk) von Karaisalı schon seit dem 18. Jahrhundert. Die Karsantı Oğulları beherrschten das Gebiet des Nahiye (Bezirk, Vorläufer des İlçe) Karsantı. Beide Nomadenstämme verwalteten diese Gebiete wie unabhängige Territorien und nahmen auf die Gouverneure von Adana keine Rücksicht. Erst der osmanischen Armee gelang es in einer großen Militäraktion (Fırka-i Islahiye) 1866, ihre Macht zu brechen und sie zur Ansiedlung zu zwingen. Der Stamm der Karahacılı hatte sein Winterweidegebiet im Tertiärhügelland nördlich von Adana zwischen dem Seyhan im Westen und dem Weg von Adana nach Kozan im Osten bereits seit 1741 bzw. im Nahiye Sarıçam, wurden aber bereits hier um 1863 vor der Fırka-i Islahiye in 27 Dörfern angesiedelt. Die Sırkıntı-Oğulları, der größte Stamm der oberen Çukurova zwischen Adana und Sis (Kozan), wurden zwischen 1865 und 1870 sesshaft gemacht. Ein Teil des Bozdoğan-Stammes saß schon 1741 im Nahiye Sarıçam und Sis (Kozan, Cebel-i Tur) und Mitte des 19. Jahrhunderts auch südlich von Kadirli zwischen dem Savrun Çayı (Nebenfluss des Ceyhan im Westen) und dem Ceyhan (im Osten). Sie wurden hier um 1860/65 sesshaft. Die Cerid- und Tecirli-Stämme verbrachten den Winter östlich des Ceyhan im heutigen Landkreis Ceyhan sowie in der Umgebung von Harunjye (heute Amtsbezirk des Landkreises Osmaniye). Auch sie saßen schon seit dem 18. Jahrhundert in diesen Gebieten. Das Gleiche gilt für den Tecirli-Stamm im Landkreis Osmaniye, und die Awscharen, seit 1750 in der Çukurova, verbrachten den Winter in der oberen Ebene, im Sommer zwischen Sarız und Aziziye (heute Pınarbaşı) auf der Uzun Yayla.
Die Varsak-Stämme der Kozan-Oğulları waren die mächtigsten Herren im Gebirgs-Hinterland der Çukurova. Ihr Herrschaftsgebiet erstreckte sich von Kozan zwischen Zamantı und Göksu, zwei Nebenflüssen des Seyhan, im Norden bis nach Hacın (Saimbeyli). Die Kozan-Oğulları saßen bereits im 16. Jahrhundert in diesem Gebiet, und ihre Macht wurde damals schon von der osmanischen Regierung bis zu einem gewissen Grad anerkannt, was sich in ihren geringen Steuerabgaben ausdrückte. Das gesamte Gebiet (heutige Kreise Kozan, Feke, Saimbeyli) war in Ost-Kozan (Hauptsitz: Gürleşen am Göksu-Ufer) und West-Kozan (Hauptsitz: Belenköy am Yağnık Çayı bei Saimbeyli) geteilt und von den Stammesfürsten wie eine unabhängige Provinz verwaltet. Dabei überließ in den 1810er Jahren der damalige Stammesführer Büyük Yusuf Ağa Kozanoğlu den Bereich Belenköy seinem älteren Sohn Sarı Ali als Ağalık (Herrschaftsbereich eines Ağa) und Gürleşen seinem jüngsten Sohn Samur. Der Staat verknüpfte zur Sicherheit das Ağalık Belenköy mit dem Sandschak-Zentrum Adana, Gürleşen mit dem Maraş-Sandschak. Im Vergleich zu den meisten anderen Stammesgebieten war das Gebiet der Kozan-Oğulları weniger ein Stammesweidegebiet als vielmehr ein faktisch autonomes Fürstentum und umfasste nicht nur die Varsak-Nomadenstämme, sondern auch eine ganze Anzahl von Gebirgsdörfern. Ihrer Machtposition machte erst die osmanische Armee während der Fırka-i Islahiye ein Ende.
Die letzte große Militärexpedition von 1866/68 wurde geschickt, um die überlebenden Derebey-Dynastien im Bezirk der Çukurova zu unterwerfen: Menemencioğlu, Kökülüoğlu und Kozanoğlu. Ahmet Ağa, der Sohn von Kozanoğlu Ömer Ağa, hatte sich 1868 auf einen Aufstand vorbereitet, obwohl sein Vater und ein Teil des Stammes den Aufstand nicht riskieren wollten. Er ging ins benachbarte Amanus-Gebirge (Nurdağı, auch Gavurdağı), um die Revolte in Zusammenarbeit mit den dortigen Gavurdağı-Stämmen zu organisieren. Die Vorbereitungen zum Aufstand wurden von Derviş Ibrahim Pascha (1817–1896, ab 1865 Kommandeur der anatolischen Reformdelegation, befehligte die Firka-i Islahiye-Streitkräfte in und um Kozan) in kürzester Zeit unterdrückt, und Kozanoğlu Ahmet Ağa wurde ins Exil nach Istanbul geschickt, wo er zehn Jahre inhaftiert war. Danach wurde er unter der Auflage freigelassen, sich in Konya niederzulassen. Als er nach seiner Freilassung südlich von Kayseri nach Niğde und Bor kam, wurde er von 300 Reitern seines Stammes erwartet, um von Şıhlı (Provinz Kayseri, Kreis Develi) aus den zweiten Aufstand zu wagen. Zunächst überfiel er mit 600 Reitern Büyük Yusuf Ağa in Kozan, danach kam es zu einem Zusammenstoß zwischen den Rebellen und dem Gouverneur von Adana, Akif Pascha, am Ufer des Kilken Çayı mit 75 toten und 200 verletzten Rebellen. Man sagt, dass der Hintergrund für diesen zweiten Aufstand die beabsichtigte Neugründung eines Sandschaks Cebelibereket (Cebel-i Bereket) war, was 1891 auch geschah – unter Verlegung der Verwaltung von den alten Regionalzentren Kozan und Payas nach Yarpuz – als Entscheidung der Firka-i-Islahiye: Während der Regierungszeit von Abdülhamit II. hatte Ziya Pascha, der damalige Gouverneur von Adana, das Cebelibereket-Sandschakzentrum von Payas (bei İskenderun) nach Yarpuz verlegt, um sicherzustellen, dass die Verwaltung und Kontrolle der Gavurdağları von dort aus besser war. Yarpuz ist heute ein Amtsbezirk-Zentrum (Buçak Merkezi) in Kreis und Provinz Osmaniye.
Noch 1800 hatte Payas unter dem turkmenischen Derebey Küçük Ali (Küçükalioğlu, siehe oben) etwa 10.000 Einwohner. Nach einer Strafexpedition sank der Ort bis 1850 zum Dorf. Danach gehörte auch Kozan zusammen mit den Sandschaks Mersin und İçel (Silifke) zur Provinz Adana. 1908 wurde das Sandschak Cebelibereket nach Erzin (Provinz Hatay) und 1910 nach Osmaniye verlegt. Das revolutionäre Cebelibereket, das von 1878 bis 1923 45 Jahre lang Sandschak und dann 10 Jahre lang Provinz mit wechselnden Zentren gewesen war, wurde 1933 abgeschafft, und Osmaniye wurde Kreiszentrum in der Provinz Adana.
In der Çukurova herrschten also um die Mitte des 19. Jahrhunderts noch mächtige Stammesfürsten und Nomadenhäuptlinge wie in unabhängigen Territorien. Sie konnten zum größten Teil durch die groß angelegte Militärpazifizierung von 1865–1868 sesshaft gemacht werden. Die kleineren Stämme in der Çukurova wurden teilweise bereits vor dieser Militäraktion, z. T. aber auch durch die Fırka-i Islahiye ohne großen militärischen Einsatz zur Ansiedlung gebracht.

## Derebeys in den östlichen Pontus-Bereichen
Lazistan war im Osmanischen Reich ein Sandschak im Vilayet Trabzon (Trapezunt) mit lazischer bzw. Lazuri-sprachiger Bevölkerung am Schwarzen Meer, das weitgehend die heutige türkische Provinz Rize und das Küstengebiet der Provinz Artvin abdeckte. Nach der osmanischen Eroberung des Trapezuntischen Reiches 1547 wurde das Gebiet als Sandschak von der Stadt Rize (Rizaion) aus verwaltet. Diese Bergregionen wurden dort, wo im Osten die Lazen dominierten, größtenteils von lokalen Persönlichkeiten regiert. Ab der Mitte des 17. Jahrhunderts erlangten Sipahi und Dynastien, die man als Derebeys („Talfürsten“) bezeichnete, eine bedeutende Unabhängigkeit. Diese Derebeys waren stark im Schwarzmeerbereich verankert, wo sie auch als alte separatistische Strukturen der Küstentäler erstmals auftauchten. So wie bereits Byzanz im 11. und 12. Jahrhundert Probleme hatte, diese Herrschaftsstrukturen zu kontrollieren, hatte die osmanische Regierung dort im 18. und frühen 19. Jahrhundert ähnliche Probleme. Mahmud I. (1730–1754) z. B. und auch Abdülmecid II. (1868*-1944†) fanden es klüger, Mitglieder der führenden dynastischen Familien, z. B. die der Hazinedaroğulları, als „Drei-Sterne-Paschas“ nach Trabzon zu berufen, die daraufhin die Autorität der benachbarten Tuzcuoğulları als Herrscher in Rize anerkannten, genau wie vorher das griechische Kaiserreich Trapezunt die großen Familien Scholarioi, Tzanhitai und Kabazitai als Beamten-Dynastien und Herrscher der südlichen Provinzen akzeptieren musste. Diese Derebeys hatten zwei wichtige Verpflichtungen gegenüber dem Staat zu erfüllen: die Erhebung jährlicher Abgaben und die Deckung der militärischen Bedürfnisse des Staates. Andererseits bestanden die moralischen Pflichten dieser Derebeys darin, ihre Vorgänger möglichst so vor den Interessen der Zentralregierung und lokaler Konkurrenten zu schützen, wie es ihre Väter vorher getan hatten. Zumeist beruhten Autorität und politische Macht dieser östlichen Schwarzmeer-Derebeys auf Verwandtschaft.
Um die erste Hälfte des 18. Jahrhunderts hatte ein ernsthafter Kampf um die Überlegenheit zwischen den Derebeys von Görele und Tirebolu und den Derebeys von Rize begonnen. Als Abdullah Pascha aus Diyarbakır 1738 (vom Staat) zum Gouverneur von Trabzon ernannt wurde, um diesen Kampf zu verhindern, beendete er selbst die Konflikte durch gewaltsame Unterdrückung. Der Kampf der lokalen Derebeys um die Vorherrschaft, der Zwist zwischen Volk und Regierung, um Erhebung von Steuern, um die Gewährleistung von Ordnung und um die Entsendung von Truppen, war letztendlich dann ein Konflikt zwischen Lazen und Çepni und eskalierte häufig zu bewaffneten Konflikten: Die Einwohner im Osten von Trabzon waren Lazen, die im Westen überwiegend Çepni. Çepni lebten und agierten ebenso wie lazische Ağas zumeist unabhängig voneinander in ihren Regionen.
Als Çepni-Turkmenen, ein bedeutender Oghusen-Stamm (türkisch: Oğuz), in die Region gekommen waren (der genaue Zeitpunkt der Einwanderung ist umstritten), hatten diese turkmenischen Neusiedler der frühen Neuzeit das örtlich bestehende soziale Muster zusammen mit ihrem eigenen Stammessystem kombiniert und fortgesetzt – zumindest bis ins 19. Jahrhundert. Obwohl der Kampf zwischen den Çepni-Stammesführern um Tirebolu und Görele und den Derebeys von Rize um ihre Region für eine Weile aufhörte, flammte er ab 1750 wieder auf, und der Frieden wurde nur für kurze Zeit durch die Ernennung von Hekimoğlu Ali Pascha zum Gouverneur von Trabzon sichergestellt. 1757–1758 rebellierten die Derebeys erneut, und 1764–1765 wurde der im Bezirk Atena (heute Pazar) lebende Çepnioğlu Ahmed von den Banditen des İbrahim Ekşioğlu und seinen Freunden wegen derselben Probleme umgebracht. Letztendlich spitzten sich die Auseinandersetzungen zwischen den regionalen Derebeys zu und gipfelten in Aufständen gegen die Zentralbehörde: 1816–1817 erste Tuzcuoğlu-Rebellion, 1818–1819 Kalcıoğlu-Hacısalihoğlu-Dedeoğlu-Rebellion, 1820–1821 zweite Tuzcuoğlu-Rebellion, 1825–1826 Şatıroğlu-Rebellion gefolgt von der dritten und vierten Tuzcuoğlu-Rebellion bis 1834.
Bis auf wenige Ausnahmen beschränkten sich vor dem 18. Jahrhundert die Besitztümer und Einflussgebiete lokaler Herrschaft im mittleren und östlichen Schwarzmeergebiet zumeist noch auf die Täler, da die Verbindungen zwischen diesen tiefen und steilen Einschnitten sehr schwierig waren. Aus diesem Grund gab es hier damals noch keine dominanten Familien über größere Bereiche. Im 18. Jahrhundert gingen jedoch alle Talschaften (Vadi Kazarları), die zuvor unter der staatlichen Verwaltung des Paschas von Trabzon gestanden hatten, in die Hände einzelner bedeutender Derebeys über.

### Kleinere Derebeyliks in Lazistan

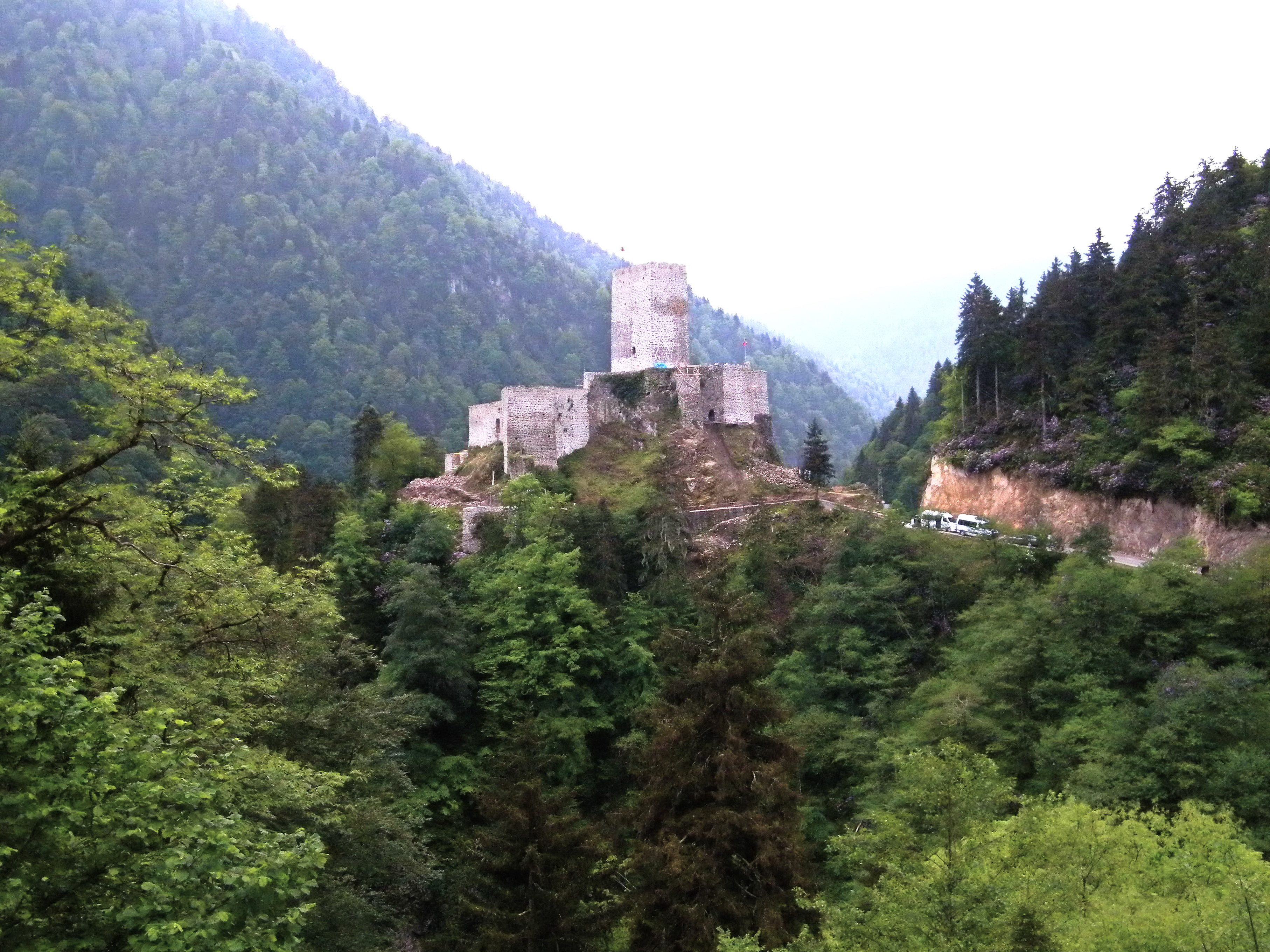
Die Burg Zil Kalesi (Varos Kalesi) im Fırtına-Tal südlich von Çamlıhemşin (Türkei) wurde vermutlich vom örtlichen Hemşin-Derebey Arakel erbaut, der die dortigen Passagen am Übergang vom Schwarzen Meer nach İspir dominierte.

In Lazistan, östlich von Trabzon, waren Derebeys wie die Batumlu (Bathys, Region des heutigen Batumi), Gönyeli (vermutlich Gönye Kalesi, Kastell von Gonio bei Batumi), Rizeli (Rize), Oflu (Of) und Sürmeneli (Sürmene) aktiv. Im Süden von Trabzon kontrollierte ein Derebey in Değirmendere (bei Maçka) die Region, die den Beginn der großen Karawanenroute von einer Burg in der Nähe von Maçka nach Täbris bildete. Es gab Derebey-Dynastien in Akçaabat (Platana), Görele (Koralla), Tirebolu (Tripolis) und Giresun (Kerasos) im Westen von Trabzon. Zum Beispiel kontrollierten die drittgeborenen Göreleoğlu-Söhne Torul und das Harşit-Tal als wichtigen Ort für den Zigana-Pass. Die mittlerweile für den Tourismus entdeckte und jüngst (2011) restaurierte Burg Zil Kalesi (Varos Castle) im Fırtına-Tal südlich von Çamlıhemşin wurde vermutlich vom örtlichen Hemşin-Derebey Arakel erbaut, der die dortigen Passagen am Übergang vom Schwarzen Meer nach İspir dominierte.

### Ekşioğulları
Die Familie Ekşioğlu gehört zum Stamm der Bayındır, einem der turkmenischen Stämme der Oğuzen. Nach der Eroberung des griechischen Kaiserreichs Trapezunt (Trabzon) im Pontus 1461 war die Familie Ekşioğlu aus der Taurus-Region bei Karaman (damals Provinz Konya) im Rahmen der Bemühungen zur Erhöhung der muslimischen Bevölkerung in der Schwarzmeer-Region in den Unterbezirk Kondu des Bezirks Dernekpazarı (Sandschak Trabzon) umgesiedelt worden. Aufgrund des zunehmenden Bevölkerungsdrucks zog der größte Teil der Familie zwischen 1550 und 1700 in die Bezirke İkizdere und Ardeşen (Provinz Rize) in den Bezirk Mesudiye (Provinz Ordu) und in den Bezirk Alucra (Provinz Giresun) um. Die Zuwanderung in die Bezirke İkizdere (damals hieß der Bezirk „Kura-i Seba“ = Sieben Dörfer) und Ardeşen erfolgte in der zweiten Hälfte des 17. Jahrhunderts. Der wachsende soziale Status der Ekşioğulları zeigt sich bereits 1789, als vom osmanischen Staat 200 Soldaten von der Familie Ekşioğlu angefordert wurden, um zu verhindern, dass Russland die Städte Soğucak (bei Arhavi) und Anapa im Kaukasus angriff. Man nimmt aufgrund des damals bereits hohen Sozialstatus an, dass sich die Familie spätestens zwischen 1650 und 1700 in der Region niedergelassen hat.
In der zweiten Hälfte des 18. Jahrhunderts kam es zu weiteren Wanderungen der Familie, diesmal von İkizdere in den Bezirk Mesudiye in der Provinz Ordu. Damals ließ sich der Enkel von Ekşioğlu Memiş Ağa (Sohn von Ekşioğlu Ali Ağa, Sohn von Ekşioğlu Hacı İbrahim Ağa, er starb 1780) zusammen mit der Familie Sadullah im Dorf Kışlacık in Mesudiye nieder. Im gleichen Zeitraum zog Ekşioğlu Osman Efendi mit seiner Familie von İkizdere nach Alucra in der Provinz Giresun, das eine eher griechische Bevölkerung hatte. Er hatte im Hedschas als Bataillons-İmam gedient und sich nach seinem Dienst dort niedergelassen. Als Veteran übernahm er in Alucra das Amt eines Landrats.
Ekşioğlu Mehmet Aga, der im 17. Jahrhundert in den Bezirk İkizdere gezogen war, hatte einen Sohn Hacı İbrahim Ağa (Kör İbrahim Ağa), der wiederum neun Söhne hatte, die sich jeweils in verschiedenen Dörfern im Bezirk İkizdere niederließen. Noch heute führen alle Familienmitglieder ihre Herkunft auf die Söhne von Hacı İbrahim Ağa zurück. Zu den Banditen allerdings, die zwischen 1757 und 1770 in der östlichen Schwarzmeerregion aktiv waren, zählten eben auch dieser Ekşioğlu İbrahim und seine Söhne Ali, Mustafa, Hüseyin, Osman und deren „Anhänger“ aus dem Dorf Kolyu (1876 Kolyav, seit 1913 Bayırköy bei İkizdere) im Sandschak Rize. Alle Bewohner dieses Dorfes tragen noch immer die Nachnamen Ekşi und Ekşioglu. Die Ekşioglu-Familie ist heute eine der an Mitgliedern reichsten Familien der Türkei. Der Familienname, der während der osmanischen Zeit Ekşizade war, wurde während der Republikzeit als Ekşioğlu oder einfach als Ekşi fortgeführt.
Zu ihnen gehörte eine Gruppe von 200 Banditen aus dem Dorf Heşin etwa drei Stunden vom Kaza Esir entfernt. Sie hatten mitten in der Nacht Nurnan Ağas Haus durchsucht und seine Waren und Habseligkeiten geplündert. Sie nahmen auch Nurnan Ağas Sohn Sabit gefangen und schleppten ihn mit. Später fand Sabit einen Weg, den Banditen zu entkommen, und beklagte bei Gericht die Situation und welchem Martyrium Menschen der Gesellschaft damals ausgesetzt waren. In Gerichtsakten ist zudem vermerkt, dass 1764/1765 ein Mann namens Ahmed Çepnioğlu im Kreis Atina (heute Pazar) in der Provinz Trabzon von Ekşioğlu İbrahim und seinen Banditen-Freunden getötet wurde. Seit den 1940er Jahren lebt ein Teil der Familie im Ausland, der größte Teil aber über das Land verteilt in Istanbul, Kocaeli, Sakarya, Ordu, Erzurum und Rize. Einige sind gegenwärtig besonders erfolgreich im Baugewerbe: Die Zahl der von ihnen errichteten Bauten liegt bei über 1 Million.

### Hazinedaroğulları
William Gifford Palgrave beschreibt 1860 die von der osmanischen Zentralregierung eingesetzten Gouverneure in Trabzon als Elemente, die regelmäßigen Druck auf die lokale Bevölkerungs ausübten, während die dortigen Hazinedaroğlu Derebeys die Interessen der Bewohner in der Region in jeder Hinsicht schützten, wobei die engen Beziehungen der Derbeys zu den Menschen dort offensichtlich beiden Seiten nützten. Vorher allerdings, im Laufe des späten 18. und frühen 19. Jahrhunderts, hatte sich die Autorität der Pascha von Trabzon allmählich abgeschwächt: Als sie 1827, 1830 und 1833 in Trabzon regierten, waren sie den Bedrohungen anderer Derebeys ausgesetzt und mussten sich in der oberen Festung verbarrikadieren. Der schlimmste Teil dieses Systems waren die innenpolitischen Streitereien und Zusammenstöße zwischen den Feudalherren untereinander: 1764 wurde Giresun 74 Tage lang von Hacı Bey belagert. Er besiegte Dizdaroğlu, den damaligen Derebey von Giresun, eroberte die Burg und zerstörte die Stadt, wobei zahlreiche Menschen starben. Ähnliche Vorkommnisse, die 1811 in Görele stattfanden, bildeten die letzte Phase der von den Derebeys verursachten Kriege. Im Jahr 1808 rief der Großvezir Alemdar Mustafa Pascha (auch Mustafa Bayraktar) alle Derebeys, Notabeln und Provinzgouverneure deshalb an den Hof, um klarzumachen, dass der neue Sultan Mahmud II. offiziell die Autorität dieser Herren und ihre feudalen Privilegien anerkannte. Dieser offizielle Sieg der Derebeys über die schwache Zentralregierung dauerte allerdings nur vier Jahre: 1812, nur ein Jahr nach Vorkommnissen in Görele, proklamierte Mahmud II. das erste osmanische Reformsystem des 19. Jahrhunderts und befahl die Auflösung der Derebeyliks. Es folgten 1826 das Ende der Janitscharen und 1831 die offizielle Abschaffung der Lehen.
1811 wurde Hazinedaroğlu Süleyman, Derebey von Poti an der Mündung des Rion (heute Georgien), Pascha von Trabzon. Da er adscharischer Herkunft war, bat er die ansässigen Lazen und Derebeys im Osten um Unterstützung, um seine Autorität gegenüber den dynastischen Familien im Westen des Schwarzen Meeres zu behaupten. Daraufhin brach ein heftiger Krieg aus zwischen den ihn unterstützenden Beys von Gönye, Rize, Of und Sürmene und dem Bündnis der lokalem Derebeys von Trabzon, Görele, Tirebolu und Giresun. Die Zivilbevölkerung an der Küste suchte in den fernen Tälern Schutz, und der griechische Erzbischof von Trabzon, Panagiotes Hacı Kakuloğlu, flüchtete in das Johanneskloster auf dem Zaboulon Dağı (Kloster Vazelon) über dem Değirmendere (Altındere) bei Maçka. Auf Befehl der Hohen Pforte von 1812 hatte General Tahir Pascha mit Mehmetoğlu, dem Derebey von İspir, einen langen Kampf, der letztendlich auf eine Auseinandersetzung zwischen Hazinedaroğlu aus Trabzon und Tuzcuoğlu aus Rize hinauslief. Mehmetoğlu sollte damals von den Verbündeten des Süleyman Hazinedaroğlu (Trabzon) angegriffen werden, darunter auch von Memiş Ağa aus Sürmene. Tuzcuoğlu, der Derebey aus Rize, lieh Memiş für das Vorhaben 400.000 Kuruş (damals etwa £ 4.000). Als Tahir Pascha um weitere 250.000 Kuruş (2.500 Pfund) bat, beschwerte sich Memiş Ağa in Istanbul, so dass das Vorhaben scheiterte. Im Gegenzug nutzte Hazinedaroğlu Süleyman (Trabzon) 1816 den Aufstand in Sürmene im Sinne des osmanischen Staates und konnte 1817 Tuzcuoğlu eliminieren, unklar ist allerdings, auf welche Weise.

### Canikoğulları
Eine weitere Derebey-Familie waren die Canikoğulları aus Çanik bei Trabzon. In der Region Trapezunt und Umgebung hatten sie an der pontischen Küste einen hohen Autonomiestatus erreicht und konnte nur mit Hilfe anderer Derebeys in Schach gehalten werden. Dem Familiengründer Ali Pascha Çanikli folgten seine beiden Söhnen Miḳdad Aḥmed Pascha (hingerichtet 1791) und Baṭṭal Hüseyin Pascha (gest. 1801). Battal Pascha war zunächst Chef der Palasttorhüter (Kapıcı Başı) in Istanbul gewesen, danach Gouverneur von Aleppo und Damaskus und ab 1787 Gouverneur von Trapezunt (Trabzon). Er wurde in den Auseinandersetzungen mit Russland 1787–1790 besiegt, gefangen genommen und 1798/99 erneut als Gouverneur von Trabzon eingesetzt. Sein älterer Sohn, K̲h̲ayr al-Din Ragıb Pascha, Gouverneur von Afyon, wurde 1791 hingerichtet, als der politische Einfluss der Caniklis schwand. Anders als seine Rivalen, die Çapanoğulları und Karaosmanoğulları, widersetzte sich der Canikli-Clan den militärischen Reformen von Selīm III. Auch Ṭayyāi Maḥmūd Pascha, ein jüngerer Sohn von Baṭṭal Hüseyin Pascha, war gegen die Reformen und befand sich deshalb 1805–1807 in Russland im Exil. Als er 1807 in die Türkei zurückkehrte, wurde er kurzfristig während der reaktionären Herrschaft unter Mustafa IV. (1807–1808) vom Kaymakam (Landrat) zum Großwesir ernannt, einige Monate später aber von Maḥmud II. entlassen und 1808 hingerichtet.

### Tuzcuoğulları
Eine besondere Rolle spielte der Derebey Tahir Ağa Tuzcuoğlu aus Rize bei der lazischen Revolte zwischen 1832 und 1834 gegen die lokalen Vertreter der Hohen Pforte in Trabzon. Sie wurde vom Derebey Tahir Ağa Tuzcuoğlu aus Rize angeführt, um die Rechte der lokalen Derebeys wiederherzustellen. Mit dem Ende des Osmanisch-Russischen Krieges von 1828–1829 hatte Osman Hazinedaroğlu, Gouverneur von Çarşamba, die Herrschaft über die Provinz Trabzon für eine hohe Summe erworben. Er entzog den lokalen Derebeys die gewährten Privilegien und erpresste hohe Steuern vom Volk, obwohl die Bevölkerung durch den Krieg und Missernten bereits ernsthaft geschädigt war. Als er die Steuern nochmals erhöhte, weigerten sich fast alle Familien, die Abgaben zu entrichten. 1832 schickte Osman Pascha daraufhin 7000 Soldaten in die lazischen Regionen, wobei ihn der Bey aus Adjara (Batumi-Region) mit weiteren 7000 Soldaten aus dem Osten und einer dritten Truppe aus Bayburt aus dem Süden unterstützten. Tahir Ağa Tuzcuoğlu aus Rize trat daraufhin als Anführer des Aufstandes auf, dem sich Mustafa aus Hopa und Aslan aus der Region Batumi mit Truppen anschlossen. Zunächst blieb die Krise bis Ende 1832 ungelöst, als Streitkräfte von Mehmed Ali Pascha aus Kavala einmarschierten und Vertreter von Derebey Tahir Ağa Tuzcuoğlu kontaktierten. Inzwischen hatte Tuzcuoğlu eine große Truppe an den Südhängen der pontischen Berge gesammelt und marschierte Anfang 1833 mit 12.000 Mann in Richtung Trabzon. Ahmet Paschas Truppen aus Kars folgten ihm, wurden allerdings besiegt. Osman Pascha beschuldigte Tahir Ağa daraufhin der Verschwörung und forderte seine Hinrichtung. Er schickte seinen Bezirksgouverneur nach Değirmendere bei Maçka, der die Rebellen aber nicht aufhalten konnte. Ein Angriff auf Trabzon fand allerdings nie statt, aber infolge dieses Aufstandes geriet die Region Ostpontus unter die Herrschaft von Tuzcuoğlu, nachdem 1833 ein Bote vom osmanischen Generalstabschef nach Rize gekommen und Tuzcuoğlu zum osmanischen Gouverneur von Rize ernannt worden war. Die östlichen Regionen von Sürmene bis Batumi wurden zu einer eigenen Provinz mit der Hauptstadt Rize, und Tuzcuoğlus Ehrgeiz, Lokalherrscher zu werden, schien vom Staat toleriert zu werden. Im Juli 1833 kam es allerdings erneut zu Aufständen aufgrund von Manipulationen durch Aslan Bey (alias „Major Voinikov“) aus Batumi, der die Rebellen im Namen der Russen zum Widerstand aufgerufen hatte. Um Aslan Bey aus Batumi zu liquidieren, stellte Osman Pascha mit Hilfe des Paschas von Kars eine neue Armee aus irregulären Canik- und regulären Erzurum-Truppen auf. Er zog nach Pazar, während Aslan Bey Schutz in Rize bei Tahir Tuzcuoğlu suchte, als dieser inzwischen mit dem Derebey von Divriği (Sivas) paktierte. Als Reaktion darauf bildete Osman Pascha eine irreguläre Armee von etwa 4.000 Mann aus Canik und sandte sie nach Lazistan. Die Armee unterdrückte den Aufstand in Sürmene, eroberte Rize und plünderte Lazistan. Aslan Bey war nach Georgien (damals Russland) geflohen. Tahir wurde enthauptet. Während sich Cafer Ağa, ebenfalls ein Mitglied der Familie Tuzcuoğlu, in den Bergen von Of versteckte, schickte man den Rest der Familie nach Istanbul. Cafer Ağa wurde von seinen Anhängern aufgefordert, sich gegen Osman Pascha zu erheben, aber nachdem Emin Kahyaoğlu, der ehemalige Gouverneur von Sürmene und Tirebolu, die Seiten gewechselt hatte, fand der Verschwörungsversuch keine Resonanz. Der Lazen-Aufstand war damit 1834 beendet. Zwar revoltierte die Bevölkerung von Sürmene nicht wieder, aber im September 1839 bewaffneten sich Leute von Rize unter Bey Memiş Suiçmezoğlu. Osman Pascha sandte erneut 4.000 Soldaten, diesmal unter Emin Ağa, worauf die Bewohner von Rize ebenfalls die Seite wechselten. Rizes Bey Memiş Suiçmezoğlu zog sich nach İspir zurück. Die Söhne des ehemaligen Derebeys von Eynesil und Of nutzten 1841 den Tod Osman Pascha nochmals zu kleinen Aufständen, aber die Lazen revoltierten nicht wieder.

## Derebeys in Ostanatolien/Kurdistan

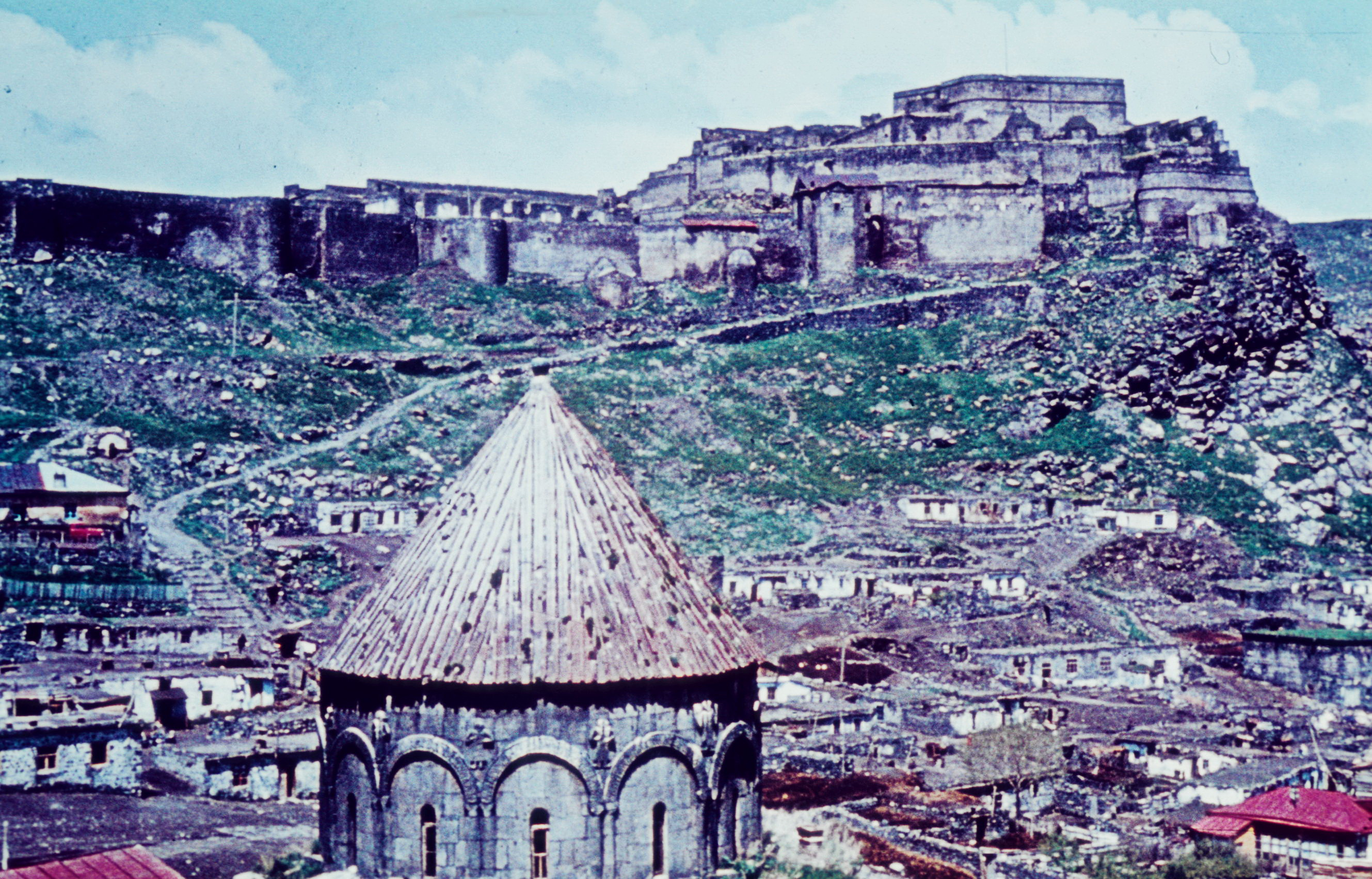
In der etwa 900 Jahre alten Burg von Kars, die 1386 von Timur zerstört wurde und die 1579 Lala Mustafa Pasha wieder aufbauen ließ, residierten im 19. Jahrhundert die Çildıroğulları, Paschas und Derebeys von Kars und Çildır.

Die Kurden Anatoliens waren jahrhundertelang nicht einfach die Untertanen des Sultans. Sie verstanden sich eher als Vasallen der Hohen Pforte, die ihr eigenes Revier beherrschten. Hier zogen die Osmanen weder direkt Steuern ein, noch hoben sie Soldaten aus. Bereits nach dem Sieg der Osmanen in der Schlacht von Çaldıran (1514) gegen die persischen Gegner wurde der Grundstein für die politischen Probleme des Osmanischen Reiches in Osten Anatoliens gelegt. Die dortigen kurdischen Feudalherren und lokale Fürsten beteuerten damals ihre Loyalität zu den Osmanen. Sultan Selim I. (der Grimmige) beschloss deshalb nach dem Sieg über den Safawidenkönig, seine Grenzen auf besondere Weise zu schützen, indem er eine Kette kurdischer Fürstentümer etablierte, die als Bollwerk entlang der Grenzen des Osmanischen Reiches mit Persien fungieren sollten. Es gab elf solcher Fürstentümer, die als praktisch unabhängig anerkannt wurden, aber die nominelle Souveränität der osmanischen Regierung anerkannten. Diese elf Fürstentümer waren Bitlis, Van, Hakkari, Miks/Müküs/Moks (Bahçesaray), Gherzan/Garzan/Erzen/Zok/Yanarsu (Amtsbezirk/Bucak im Kreis Kurtalan, Provinz Siirt), Sherwan/Şirvan, Bhotan/Botan, Bekhdinan/Badinan, Baban, Bayazid/Doğubeyazıt und Motkan/Mutki. Die osmanische Direktherrschaft über die Kurden war relativ kurz. Diese sahen sich allerdings immer als Verteidiger oder Hüter der Ostgrenze des Osmanischen Reiches. Zusammen mit den Türken schlugen sie nach dem verlorenen Ersten Weltkrieg im Norden die Armenier zurück und kämpften im Süden gegen die französische und im Westen gegen die griechische Besetzung Anatoliens. Als sich im 19. Jahrhundert der Zugriff Istanbuls auf Anatolien dermaßen gelockert hatte, dass lokale politische Kräfte zunehmend dominierten, herrschten in Wirklichkeit in Ostanatolien mehrere hundert als „Talfürsten“ (derebeys) bezeichnete lokale Machthaber. Bereits im 18. Jahrhundert hatten die kurdischen Derebeys ihre Lehen erblich gemacht, und im frühen 19. Jahrhundert konnte die Zentralregierung nicht umhin, offiziell anzuerkennen, dass der Sultan seine einst absolute Macht mit lokalen kurdischen Potentaten teilte.
Das erste Mitglied der Azizan-Familie (Emirat Bhotan, Şırnak), das außerhalb seines eigenen Landes historische Bedeutung erlangte, war Bedr Khan, der 1821 Prinz von Bhotan wurde. Ungefähr zu dieser Zeit kam es aufgrund der Politik von Sultan Mahmud II. zu Reibereien zwischen den Kurden und der osmanischen Regierung wegen der Zentralisierung der Verwaltung von Außenbezirken (in Kurdistan) und der Einschränkung der unabhängigen Befugnisse der Stammeshäuptlinge. Mit Mahmud II. ging das Imperium in eine Gegenoffensive, setzte Derebeys ab und versuchte, die kurdischen Erbreiche (Amirate/Emirate) zu eliminieren. Zuerst fiel Mir Muhammad, dann Badr Khan Beg. Bei der Ausrottung der kurdischen Amirate spielten Mustafa Reşid Pascha, ehemals Großwesir von Mahmud II. und zu dieser Zeit Gouverneur von Sivas, und Hafiz Mehmed Pascha, damals Provinz-Marschall von Sivas, eine aktive Rolle. Mustafa Reşid Pascha mobilisierte eine beträchtliche Armee, um die kurdischen Amirate zu unterwerfen. Ihm schlossen sich Streitkräfte aus Mosul und Bagdad an, die von den Valis von Bagdad und Mosul mobilisiert worden waren.

### Aktionen von Mustafa Reşid Pascha
Sein erstes Ziel war der kurdische Herrscher Mir Muhammad von Rawanduz (1783–1840), der Anfang der 1830er Jahre die Kontrolle über ein Territorium hatte, das vom oberen und unteren Zap bis zum Tigris und zur persischen Grenze reichte. Er hatte dort allerdings einigermaßen Recht und Ordnung etabliert, was dort seit Generationen unbekannt gewesen war. Der Pascha von Rawanduz wurde 1836 gefangen genommen und nach Istanbul gebracht. Im gleichen Jahr gelang es Reşid Pascha, einen Aufstand in Mardin zu beenden, der 1833 begonnen hatte.
Zugleich befriedete er die rebellische Konföderation der kurdischen Milli-Stämme in Obermesopotamien, rein kurdische Stammesgruppierungen, die aus zwei Teilstämmen um Viranşehir und zwischen Resulayn und Mardin bestand, die seit dem 16. Jahrhundert nahezu ein Monopol auf die Steuerpfründe und das Voyvoda-Amt in Mardin hielten, obwohl der Distrikt gar nicht zu den erblichen Stammesamiraten Kürdistans zählte. Die Stämme waren größtenteils Seminomaden und hatten 1750 z. B. keine Steuern entrichtet sowie in Siverek (Provinz Diyarbakır) mit tausend (nomadischen) Familien monatelang die lokale Bevölkerung belagert und unterdrückt.
Dann unterwarf er die Region Mutki (ehemals Motkan, vor 1941 Miritağ) in Sason (Kabilcewaz) und beendete damit die Unterdrückung der 300 Jahre alten Herrschaft über Hani, Hazro, Ilicak (bei Başkale) und Silvan. Ihre Dörfer wurden niedergebrannt und ihre Herrscher ins Exil geschickt.
Nach dem Sieg über Mir Muhammad von Rawanduz war der Herrscher des Botan-Amirats Bedirhan Bey (1802–1868) der letzte oberste Derebey, der die zentralistischen osmanischen Reformern vor eine strenge Herausforderung stellte. Bedirhan Bey stammte aus dem prominenten kurdischen Geschlecht der Azizan, einer Dynastie von Botan im heutigen Şırnak, die ihre Abstammung vom muslimischen General Khaled Ebn El-Walid beanspruchte, einem Gefährten Mohammeds während der frühen islamischen Eroberungszüge. Bedirhan Bey hatte etwa 1820–1821 sein Fürstentum etabliert. Die Macht der Bedirhan Beys reichte von der persischen Grenze im Osten bis weit nach Mesopotamien im Westen und von Diyarbakır bis nach Mosul, und ihr Einfluss, der die Autorität vieler Behörden in der Region übertraf, bis in die jüngere Vergangenheit: Nach der Auflösung des Osmanischen Reiches hat dieser Derebey-Clan noch zahlreiche kurdische Nationalisten hervorgebracht. Aufgrund seines Einflusses auf die osmanischen Behörden und in Kurdistan konnte Bedirhan Bey die „Befriedungs“-Maßnahmen von Mustafa Reşid Pascha in seinem Derebey-Bereich 1834–1836 zunächst verhindern, und seine Beziehungen zum osmanischen Staat blieben bis 1842 relativ friedlich. 1847 allerdings lehnte er sich gegen die neuen zentralistischen Verwaltungsvereinbarungen der osmanischen Regierung auf, da sie auch seinen Machtbereich unmittelbar betrafen. Damals gelang es einem schwer bewaffneten osmanischen Militär, den Aufstand niederzuschlagen. Bedirhan wurde gefangen genommen und 1847 nach Istanbul gebracht. Zur Sicherung der Region wurde eine neue Verwaltungseinheit Kürdistan Eyaleti ‚Provinz Kurdistan‘ eingerichtet. 1868 wurde ihr Name in Diyarbakır geändert.

### Han (Khan) Mahmud

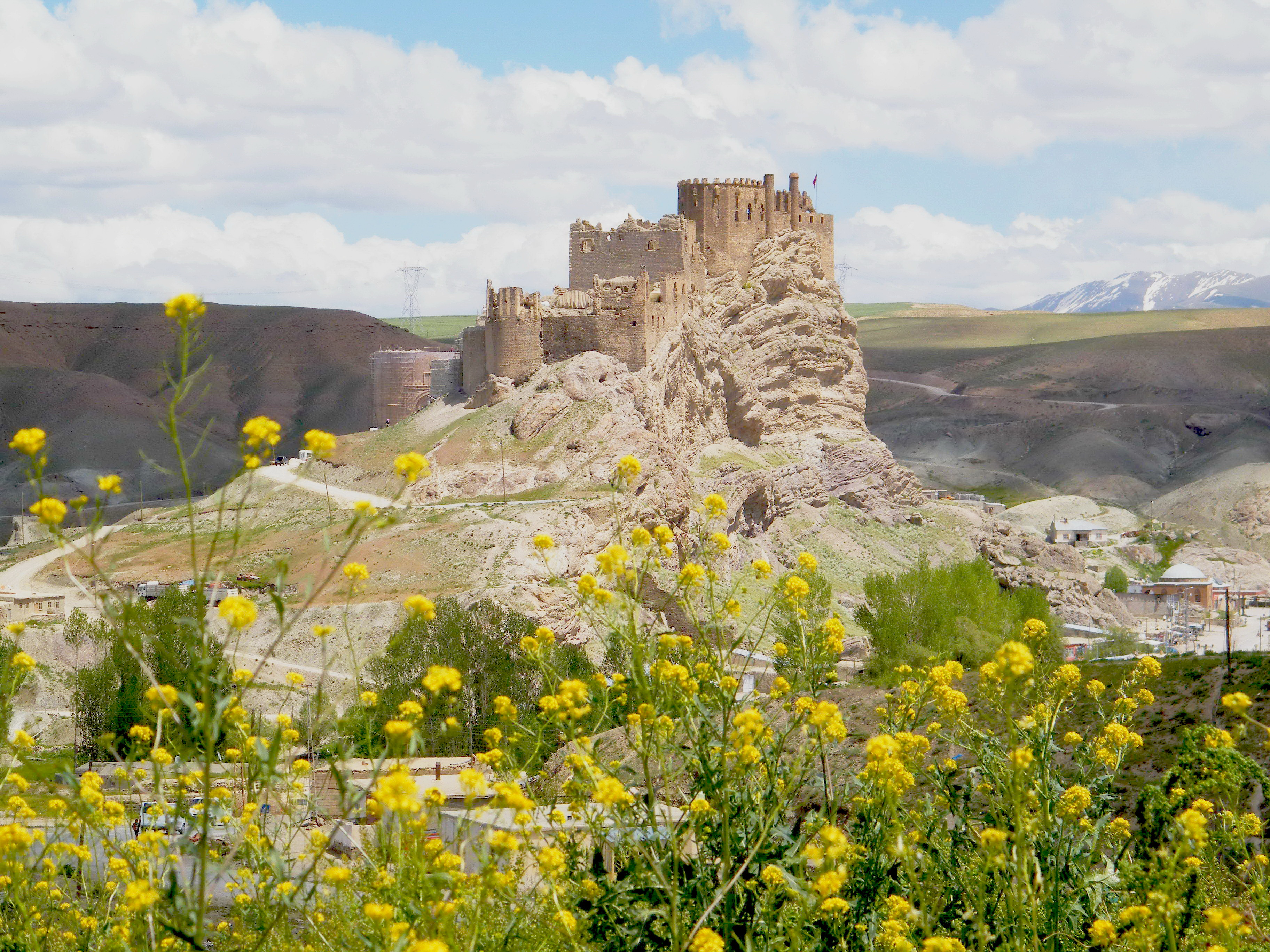
Die Burg von Hoşap (Güzelsu, ehemals Mahmudiye) auf einem steilen Felsen über dem Hoşap Çayı südöstlich von Van diente dem kurdischen Derebey Han Mahmut aus Müküs und seinen Brüdern im 19. Jahrhundert zeitweise als Residenz und Schlupfwinkel.

Die Familie der Fürsten von Müküs (Bahçesaray), verwandt mit den Beys von Hizan und Spayert (Sürücüler, Kreis Hizan, Provinz Bitlis), zählt wahrscheinlich zu den Ayyubiden, die sich 1207 in Ahlat (Vansee) niedergelassen hatten, und von dort 1229 durch die Choresm-Schahs vertrieben wurden. Der im Sandschak Müküs geborenen Han Mahmud wurde schon in jungen Jahren Sandschakbey und konnte das kleine Beylik innerhalb kurzer Zeit vom Vansee bis an die Grenze zum Iran hin ausdehnen.
Das kurdische Amirlik Müküs war relativ klein und genoss im 15. und 16. Jahrhundert unter den osmanischen Sultanen Selim I. (Yavuz / der Gestrenge) und Süleyman I. (der Prächtige) weitgehende Autonomie, geriet aber im späteren 17. Jahrhundert für ein Jahrhundert unter die Herrschaft der Hans (Khans) von Hakkari, als es unter Cizre und Hakkari aufgeteilt wurde. Im 19. Jahrhundert begann Eyyubhan Bey aus Müküs einen Unabhängigkeitskrieg gegen diese beiden Amirliks (Emirate). Dessen Neffe Şeyhi Bey konnte die regionale Unabhängigkeit zurückgewinnen und sich gegenüber den anderen kurdischen Beys durchsetzen. Die Derebeys von Müküs beherrschten im 19. Jahrhundert die unmittelbar südlich von Van gelegenen Regionen bis nach Bitlis. Der Clan erkannte die Autorität der Gouverneure von Van nicht an und überließ dem Staat keinen Anteil an den erhobenen Steuern. Sechs Brüder handelten seit den 1810er Jahren völlig unabhängig. Der älteste der Brüder, Han Mahmut, ernannte seine Brüder in seinem Namen in verschiedenen Regionen an der iranischen Grenze und am Vansee zu regionalen Herrschern. Er saß auf der Burg Paşavak (Behvanis) in der Nähe von Gevaş, hatte dreitausend Soldaten unter seinem Kommando und regierte die gesamte Region. Er war so mächtig, dass sogar Küçük İshak Pascha (Sitz im İshak Paşa Sarayı bei Doğubayazıt), der 1830 rebellierte, Zuflucht bei ihm suchte. Grenzüberschreitend plünderten sie im Oktober 1835 das gesamte Getreide der iranischen Region Hoy (Choy). Stämme, die sich ihnen nicht unterordnen wollten, wie der Haydaranlı-Stamm, mussten deswegen in den Iran fliehen. Mit wachsender Macht begannen sie, das Land anderer Derebeys der Region zu erobern und die Dörfer Cizre und Bohtan zu plündern. Die Zahl der beherrschten Dörfer lag bei mehr als 300. Seine in der Region verteilten Burgen standen auf steilen Felsen und waren stark befestigt.
Ein typisches Beispiel ist die Burg von Hoşap (Mahmudiye) südlich von Van. Sie wurde zu einem seiner Zentren, und ihre Einnahme in den 1830er Jahren spielte in der lokalen Geschichte eine bedeutende Rolle, da damit das Ende der Herrschaft der Fürsten von Müküs eingeleitet wurde. Han Mahmuts Machtzuwachs in der Region Van-Hakkari störte nicht nur den osmanischen Staat, sondern auch die benachbarten kurdischen Beys. Han Mahmud begann 1838 wegen der Zentralisierungspolitik der Osmanen einen Aufstand. Seyfettin, ehemaliger Gouverneur von Cizre und damals Bey von Bedirhan, sowie Nurullah Bey von Hakkari schlossen sich gegen den Mahmudiye-Clan zusammen. Hafiz Mehmed Pascha, der den Ausbruch von Konflikten verhindern wollte, zögerte, während die lokalen Beys Seyfettin und Nurullah Städte, wie Müküs und Vastan (Gevaş), angriffen, die von Han Mahmut beherrscht wurden. Schließlich nahmen der Gouverneur von Van, Küçük İshak Pascha, und sein Vertreter Ali Ağa 1838 Han Mahmut und seine Brüder Han Abdal, Abdurrezzak Bey, Mir und Mir Seyfettin im Auftrag des Armeegenerals Osman Nuri Pascha gefangen und lieferten sie über Erzurum nach Istanbul aus. Han Mahmuds erstes Exil dauerte weniger als ein Jahr, bis es durch eine Amnestie aufgehoben wurde, weil er das Osmanische Reich als loyaler Fürst vor Gefahren aus Osten und Südosten schützen sollte. So kehrte er nach Müküs zurück. Als er sich allerdings 1842 mit den Fürsten aus Hizan, Muş, Ahlat, Cizre und Hakkari verbündete und sich daraus Aufstände gegen die Hohe Pforte entwickelten, wurde er nach Russe (Bulgarien) im Eyâlet Silistra deportiert, wo er 1866 starb.

### Eski Kahta

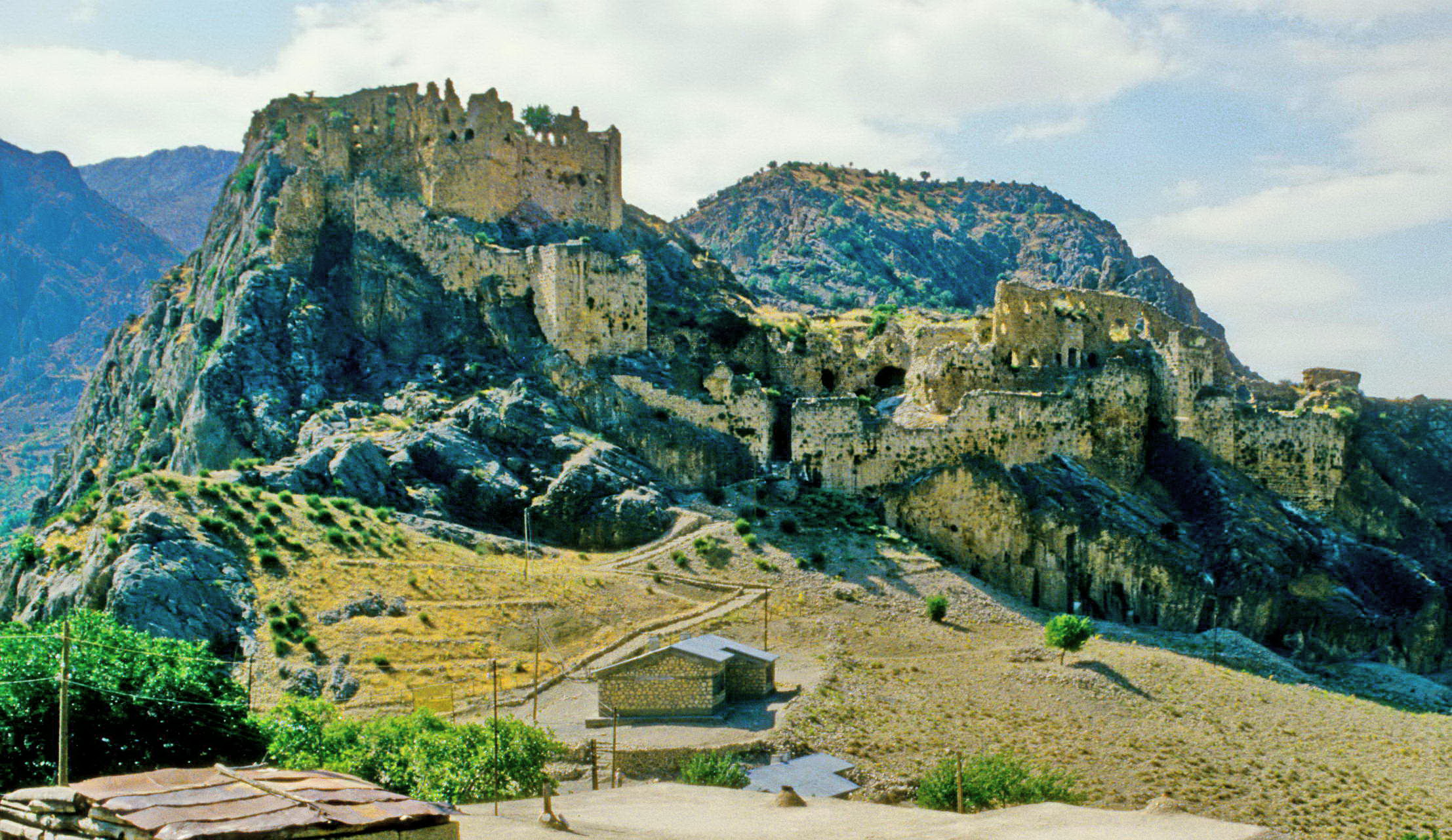
Die „Neue Burg“ (Yeni Kale) bei Eski Kahta (heute Kocahisar) zu Füßen des berühmten Nemrud Dağı bei Adıyaman war im 19. Jahrhundert Sitz eines Derebeys.

Eski Kahta (heute Kocahisar zu Füßen des berühmten Nemrut Dağı bei Adıyaman), ehemaliger Derebeysitz und Kreiszentrum, verlor im 19. Jahrhundert Verwaltung und Namen an den Marktort Kolik (heute Kahta). Die dortige ruinierte Burgbastion auf einem schmalen Felsgrad gegenüber von Arsameia am Nymphaios (Eski Kale) heißt Yeni Kale ‚Neue Burg‘ oder Sultan Burcu ‚Sultansburg‘ und enthält Ruinen von Moscheen, Bädern, Geschäften und Wassertanks. Die Burg selbst stammt wohl aus der Mamluken-Zeit (Ende 13. Jahrhundert). 1859 revoltierte ein Abdal in Eski Kahtas Burg, der Aufstand wurde aber in kurzer Zeit unterdrückt.
Als Schlupfwinkel für räuberisches Gesindel diente die Burg allerdings schon früher. Im 18. Jahrhundert ist in der Region Adıyaman (Hısnı Mansur/Hisnmansur) Festungshaft eine der häufigsten gerichtlich angeordneten Strafen. Für ihre Vollstreckung wurde u. a. die Burg von Kahta bevorzugt. So wurden 1728 einige Führer bzw. ihre Stellvertreter der Rişvan-, Beketanlı- und Ömeranli-Stämme auf der Burg Kâhta eingesperrt, weil sie den Bewohnern der Region Schaden zugefügt hatten. Damals gab es auf der Burg auch Militäroffiziere, die durch die Zusammenarbeit mit Banditen einen Weg fanden, ihren Einfluss zu schützen und von dieser Zusammenarbeit zu profitieren. Einige Beispiele für die Zusammenarbeit zwischen Banditen und der Burg Kahta sind überliefert:
1727 tyrannisierten zwei Brüder, Hasan und Mehmet, zusammen mit Banditen die Bevölkerung, indem sie die Häuser abhängiger Bewohner plünderten und in Brand steckten. Auf deren Beschwerde hin wurden die Übeltäter aufgrund einer Anordnung vor die Gouverneure von Aleppo und Raqqa zitiert, um verhaftet und vor Gericht gestellt zu werden. Dazu wurde der Gerichtsvorsitzende in die Region berufen, aber die Banditen flohen ins Kahta-Schloss und suchten dort Schutz bei den Schlossdynasten und Kommandeuren der Burg, Osman und Han Bey, die sich weigerten, die Banditen an die Gerichtsbehörde auszuliefern. 1740 arbeiteten Ömer und Han Bey, damals immer noch Kommandeure auf der Burg von Kahta, sowie Deli Halil, Sohn eine gewissen Hasan Bey, und ihre Verwandten mit einigen Banditen zusammen, die Reisenden auf den Straßen Waren und Vorräte stahlen und manchmal sogar die Passanten töteten. Die Banditen übergaben die gestohlenen Waren ihren Verbündeten Han Bey und Ömer Bey auf der Burg Kahta, und diese schützen die Banditen auch auf der Burg. Es wurde daraufhin beschlossen, die Burg Kahta aufzubrechen und funktionsunfähig zu machen, da die Burg-Kommandeure mit den Banditen zusammenarbeiteten und Banditen in der Burg unterbrachten. Der Gouverneur des Sandschaks Malatya wurde damit beauftragt. Zudem sollte das entsprechende Lehen aufgehoben werden. Aus Informationen aus späteren Zeiträumen kann geschlossen werden, dass die Entscheidung trotz dieser Anordnung nicht umgesetzt und die Burg später wieder bewohnt wurde, da in den folgenden Zeit die Kommandeure der Burg durch andere Beamte ersetzt wurden.

### Çarsancak
Ein Vorfall, der die Rolle des osmanischen Staates im 19. Jahrhundert beim Umgang mit den Derebeyliks in Ostanatolien beleuchtet, war z. B. die häufige Beschlagnahme armenischen Landbesitzes in Çarsancak (heute Akpazar, früher Peri zwischen Harput und Tunceli, ehemals Hauptort eines Sandschaks mit den Bezirken Pertek, Sağman, Mazgirt und Çemişgezek,) durch lokale kurdische Gruppen. Die Region war 1865 Schauplatz armenischer Unruhen, als sich Betroffene darüber beschwerten, dass lokale Derebeys hohe Steuern von ihnen verlangt und sie gezwungen hatten, hochverzinsliche Kredite anzunehmen, um ihre Schulden zu begleichen. Im Falle der Weigerung würden die Kurden ihr Land in Form einer Schuldknechtschaft in Besitz nehmen. Die Hohe Pforte beauftragte Marschall Derviş Pascha, den damaligen Kommandeur der anatolischen Reformdelegation, mit der Untersuchung, während die betroffenen Bauern eine Delegation nach Istanbul mit der Forderung entsandten, ihnen ihr Land und ihre Privilegien zurückzugeben und sieben der Derebeys vor Gericht zu stellen – ohne Erfolg: Nach Meinung der Hohen Pforte hätten die Derebeys ihr Land schon über einen langen Zeitraum besessen und die betroffenen Bauern seien lediglich Pächter auf den fraglichen Grundstücken.
Für die Bevölkerung in Ostanatolien ähnelten die von Mahmud II. eingeleiteten Zentralisierungsprozesse anfangs eher Eroberungen von Staaten im Staate. Von den 1830er bis in die 1850er Jahre „befriedete“ der osmanische Staat die Derebey-Fürstentümer – allerdings zunächst in den tiefer gelegenen Regionen – durch militärische Siege und eine Strategie von divide et impera ‚teile und herrsche‘. Danach bis in die 1890er Jahre verschob das osmanische Militär die Grenze für staatlich kontrollierte Steuererhebung und Wehrpflicht immer höher hinauf in die Gebirge. Am Ende des 19. Jahrhunderts blieben nur wenige Gebiete außerhalb effektiver staatlicher Kontrolle – z. B. das Vilâyet Dersim (heute die Region von Tunceli) und der Dschabal Sindschar.